# Lijst van vissen P
Deze lijst van vissen P bevat alle vissen beginnende met de letter P zoals opgenomen in FishBase. De lijst is gebaseerd op de wetenschappelijke naam van de vissoort. Voor de overige namen zie: Lijst van alle vissen.
1. Pachycara alepidotum
2. Pachycara andersoni
3. Pachycara arabica
4. Pachycara brachycephalum
5. Pachycara bulbiceps
6. Pachycara cousinsi
7. Pachycara crassiceps
8. Pachycara crossacanthum
9. Pachycara dolichaulus
10. Pachycara garricki
11. Pachycara goni
12. Pachycara gymninium
13. Pachycara lepinium
14. Pachycara mesoporum
15. Pachycara microcephalum
16. Pachycara nazca
17. Pachycara pammelas
18. Pachycara priedei
19. Pachycara rimae
20. Pachycara saldanhai
21. Pachycara shcherbachevi
22. Pachycara sulaki
23. Pachycara suspectum
24. Pachycara thermophilum
25. Pachychilon macedonicum
26. Pachychilon pictum
27. Pachymetopon aeneum
28. Pachymetopon blochii
29. Pachymetopon grande
30. Pachypanchax arnoulti
31. Pachypanchax omalonotus
32. Pachypanchax patriciae
33. Pachypanchax playfairii
34. Pachypanchax sakaramyi
35. Pachypanchax sparksorum
36. Pachypanchax varatraza
37. Pachypops fourcroi
38. Pachypops pigmaeus
39. Pachypops trifilis
40. Pachystomias microdon
41. Pachyurus adspersus
42. Pachyurus bonariensis
43. Pachyurus calhamazon
44. Pachyurus francisci
45. Pachyurus gabrielensis
46. Pachyurus junki
47. Pachyurus paucirastrus
48. Pachyurus schomburgkii
49. Pachyurus squamipennis
50. Pachyurus stewarti
51. Padogobius bonelli
52. Padogobius nigricans
53. Paedocypris micromegethes
54. Paedocypris progenetica
55. Paedogobius kimurai
56. Pagellus acarne
57. Pagellus affinis
58. Pagellus bellottii
59. Pagellus bogaraveo
60. Pagellus erythrinus
61. Pagellus natalensis
62. Pagetopsis macropterus
63. Pagetopsis maculatus
64. Pagothenia borchgrevinki
65. Pagothenia brachysoma
66. Pagrus africanus
67. Pagrus auratus
68. Pagrus auriga
69. Pagrus caeruleostictus
70. Pagrus major
71. Pagrus pagrus
72. Palatogobius grandoculus
73. Palatogobius paradoxus
74. Pallasina barbata
75. Pallidochromis tokolosh
76. Palmoliparis beckeri
77. Palutrus meteori
78. Palutrus pruinosa
79. Palutrus reticularis
80. Palutrus scapulopunctatus
81. Pamphorichthys araguaiensis
82. Pamphorichthys hasemani
83. Pamphorichthys hollandi
84. Pamphorichthys minor
85. Pamphorichthys scalpridens
86. Pampus argenteus
87. Pampus chinensis
88. Pampus cinereus
89. Pampus echinogaster
90. Pampus minor
91. Pampus punctatissimus
92. Panaqolus albomaculatus
93. Panaqolus changae
94. Panaqolus dentex
95. Panaqolus gnomus
96. Panaqolus maccus
97. Panaqolus nocturnus
98. Panaqolus purusiensis
99. Panaque cochliodon
100. Panaque nigrolineatus
101. Panaque suttonorum
102. Pandaka lidwilli
103. Pandaka pusilla
104. Pandaka pygmaea
105. Pandaka rouxi
106. Pandaka silvana
107. Pandaka trimaculata
108. Pangasianodon gigas
109. Pangasianodon hypophthalmus
110. Pangasius bedado
111. Pangasius bocourti
112. Pangasius conchophilus
113. Pangasius djambal
114. Pangasius elongatus
115. Pangasius humeralis
116. Pangasius kinabatanganensis
117. Pangasius krempfi
118. Pangasius kunyit
119. Pangasius larnaudii
120. Pangasius lithostoma
121. Pangasius macronema
122. Pangasius mahakamensis
123. Pangasius mekongensis
124. Pangasius myanmar
125. Pangasius nasutus
126. Pangasius nieuwenhuisii
127. Pangasius pangasius
128. Pangasius polyuranodon
129. Pangasius rheophilus
130. Pangasius sabahensis
131. Pangasius sanitwongsei
132. Pangasius tubbi
133. Pangio agma
134. Pangio alcoides
135. Pangio alternans
136. Pangio anguillaris
137. Pangio apoda
138. Pangio bashai
139. Pangio borneensis
140. Pangio cuneovirgata
141. Pangio doriae
142. Pangio elongata
143. Pangio filinaris
144. Pangio fusca
145. Pangio goaensis
146. Pangio incognito
147. Pangio kuhlii
148. Pangio longipinnis
149. Pangio lumbriciformis
150. Pangio malayana
151. Pangio mariarum
152. Pangio myersi
153. Pangio oblonga
154. Pangio pangia
155. Pangio piperata
156. Pangio pulla
157. Pangio robiginosa
158. Pangio semicincta
159. Pangio shelfordii
160. Pangio signicauda
161. Pangio superba
162. Panna heterolepis
163. Panna microdon
164. Panna perarmatus
165. Pantanodon madagascariensis
166. Pantanodon stuhlmanni
167. Pantodon buchholzi
168. Pantolabus radiatus
169. Panturichthys fowleri
170. Panturichthys isognathus
171. Panturichthys longus
172. Panturichthys mauritanicus
173. Papiliolebias bitteri
174. Papilloculiceps longiceps
175. Papillogobius punctatus
176. Papuengraulis micropinna
177. Papuligobius ocellatus
178. Papuligobius uniporus
179. Papyrocranus afer
180. Papyrocranus congoensis
181. Parabarossia lanceolata
182. Parabathymyrus brachyrhynchus
183. Parabathymyrus fijiensis
184. Parabathymyrus karrerae
185. Parabathymyrus macrophthalmus
186. Parabathymyrus oregoni
187. Parabembras curtus
188. Parabembras robinsoni
189. Parablennius cornutus
190. Parablennius cyclops
191. Parablennius dialloi
192. Parablennius gattorugine
193. Parablennius goreensis
194. Parablennius incognitus
195. Parablennius intermedius
196. Parablennius laticlavius
197. Parablennius lodosus
198. Parablennius marmoratus
199. Parablennius marmoreus
200. Parablennius opercularis
201. Parablennius parvicornis
202. Parablennius pilicornis
203. Parablennius rouxi
204. Parablennius ruber
205. Parablennius salensis
206. Parablennius sanguinolentus
207. Parablennius serratolineatus
208. Parablennius sierraensis
209. Parablennius tasmanianus
210. Parablennius tentacularis
211. Parablennius thysanius
212. Parablennius verryckeni
213. Parablennius yatabei
214. Parablennius zvonimiri
215. Parabothus amaokai
216. Parabothus budkeri
217. Parabothus chlorospilus
218. Parabothus coarctatus
219. Parabothus filipes
220. Parabothus kiensis
221. Parabothus malhensis
222. Parabothus polylepis
223. Parabothus taiwanensis
224. Parabotia banarescui
225. Parabotia bimaculata
226. Parabotia dubia
227. Parabotia fasciata
228. Parabotia lijiangensis
229. Parabotia maculosa
230. Parabotia parva
231. Parabramis pekinensis
232. Parabrotula plagiophthalmus
233. Parabrotula tanseimaru
234. Paracaesio caerulea
235. Paracaesio gonzalesi
236. Paracaesio kusakarii
237. Paracaesio paragrapsimodon
238. Paracaesio sordida
239. Paracaesio stonei
240. Paracaesio waltervadi
241. Paracaesio xanthura
242. Paracallionymus costatus
243. Paracanthobrama guichenoti
244. Paracanthopoma parva
245. Paracanthostracion lindsayi
246. Paracanthurus hepatus
247. Paracaristius heemstrai
248. Paracaristius maderensis
249. Paracentropogon longispinis
250. Paracentropogon rubripinnis
251. Paracentropogon vespa
252. Paracentropogon zonatus
253. Paracetopsis atahualpa
254. Paracetopsis bleekeri
255. Paracetopsis esmeraldas
256. Parachaenichthys charcoti
257. Parachaenichthys georgianus
258. Parachaetodon ocellatus
259. Parachaeturichthys ocellatus
260. Parachaeturichthys polynema
261. Parachanna africana
262. Parachanna insignis
263. Parachanna obscura
264. Paracheilinus angulatus
265. Paracheilinus attenuatus
266. Paracheilinus bellae
267. Paracheilinus carpenteri
268. Paracheilinus cyaneus
269. Paracheilinus dispilus
270. Paracheilinus filamentosus
271. Paracheilinus flavianalis
272. Paracheilinus hemitaeniatus
273. Paracheilinus lineopunctatus
274. Paracheilinus mccoskeri
275. Paracheilinus nursalim
276. Paracheilinus octotaenia
277. Paracheilinus piscilineatus
278. Paracheilinus rubricaudalis
279. Paracheilinus togeanensis
280. Paracheilinus walton
281. Paracheilognathus himantegus
282. Paracheirodon axelrodi
283. Paracheirodon innesi
284. Paracheirodon simulans
285. Parachela cyanea
286. Parachela hypophthalmus
287. Parachela ingerkongi
288. Parachela maculicauda
289. Parachela oxygastroides
290. Parachela siamensis
291. Parachela williaminae
292. Parachiloglanis hodgarti
293. Parachromis dovii
294. Parachromis friedrichsthalii
295. Parachromis loisellei
296. Parachromis managuensis
297. Parachromis motaguensis
298. Paracirrhites arcatus
299. Paracirrhites bicolor
300. Paracirrhites forsteri
301. Paracirrhites hemistictus
302. Paracirrhites nisus
303. Paracirrhites xanthus
304. Paraclinus altivelis
305. Paraclinus arcanus
306. Paraclinus barbatus
307. Paraclinus beebei
308. Paraclinus cingulatus
309. Paraclinus ditrichus
310. Paraclinus fasciatus
311. Paraclinus fehlmanni
312. Paraclinus grandicomis
313. Paraclinus infrons
314. Paraclinus integripinnis
315. Paraclinus magdalenae
316. Paraclinus marmoratus
317. Paraclinus mexicanus
318. Paraclinus monophthalmus
319. Paraclinus naeorhegmis
320. Paraclinus nigripinnis
321. Paraclinus rubicundus
322. Paraclinus sini
323. Paraclinus spectator
324. Paraclinus stephensi
325. Paraclinus tanygnathus
326. Paraclinus walkeri
327. Paracobitis acuticephala
328. Paracobitis anguillioides
329. Paracobitis boutanensis
330. Paracobitis erhaiensis
331. Paracobitis ghazniensis
332. Paracobitis iranica
333. Paracobitis longibarbatus
334. Paracobitis malapterura
335. Paracobitis maolanensis
336. Paracobitis oligolepis
337. Paracobitis posterodorsalus
338. Paracobitis potanini
339. Paracobitis rhadinaeus
340. Paracobitis smithi
341. Paracobitis variegatus
342. Paracobitis vignai
343. Paracobitis wujiangensis
344. Paraconger californiensis
345. Paraconger caudilimbatus
346. Paraconger guianensis
347. Paraconger macrops
348. Paraconger notialis
349. Paraconger ophichthys
350. Paraconger similis
351. Paracottus knerii
352. Paracrossochilus acerus
353. Paracrossochilus vittatus
354. Paracyprichromis brieni
355. Paracyprichromis nigripinnis
356. Paradiancistrus acutirostris
357. Paradiancistrus cuyoensis
358. Paradiancistrus lombokensis
359. Paradicula setifer
360. Paradiplogrammus corallinus
361. Paradiplogrammus curvispinis
362. Paradiplogrammus parvus
363. Paradiplospinus antarcticus
364. Paradiplospinus gracilis
365. Paradistichodus dimidiatus
366. Paradoxodacna piratica
367. Paradoxoglanis caudivittatus
368. Paradoxoglanis cryptus
369. Paradoxoglanis parvus
370. Paragalaxias dissimilis
371. Paragalaxias eleotroides
372. Paragalaxias julianus
373. Paragalaxias mesotes
374. Paragaleus leucolomatus
375. Paragaleus pectoralis
376. Paragaleus randalli
377. Paragaleus tengi
378. Paragobiodon echinocephalus
379. Paragobiodon lacunicolus
380. Paragobiodon melanosomus
381. Paragobiodon modestus
382. Paragobiodon xanthosomus
383. Paragoniates alburnus
384. Paragunnellichthys seychellensis
385. Paragunnellichthys springeri
386. Paraheminodus murrayi
387. Parahollardia lineata
388. Parahollardia schmidti
389. Parahypsos piersoni
390. Parailia congica
391. Parailia occidentalis
392. Parailia pellucida
393. Parailia somalensis
394. Parailia spiniserrata
395. Parajulis poecilepterus
396. Parakneria abbreviata
397. Parakneria cameronensis
398. Parakneria damasi
399. Parakneria fortuita
400. Parakneria kissi
401. Parakneria ladigesi
402. Parakneria lufirae
403. Parakneria malaissei
404. Parakneria marmorata
405. Parakneria mossambica
406. Parakneria spekii
407. Parakneria tanzaniae
408. Parakneria thysi
409. Parakneria vilhenae
410. Parakuhlia macrophthalmus
411. Parakysis anomalopteryx
412. Parakysis grandis
413. Parakysis longirostris
414. Parakysis notialis
415. Parakysis verrucosus
416. Paralabidochromis victoriae
417. Paralabrax albomaculatus
418. Paralabrax auroguttatus
419. Paralabrax callaensis
420. Paralabrax clathratus
421. Paralabrax dewegeri
422. Paralabrax humeralis
423. Paralabrax loro
424. Paralabrax maculatofasciatus
425. Paralabrax nebulifer
426. Paralabrax semifasciatus
427. Paralaubuca barroni
428. Paralaubuca harmandi
429. Paralaubuca riveroi
430. Paralaubuca stigmabrachium
431. Paralaubuca typus
432. Paralepidocephalus guishanensis
433. Paralepidocephalus yui
434. Paralepis brevirostris
435. Paralepis coregonoides
436. Paralepis elongata
437. Paralepis speciosa
438. Paraletharchus opercularis
439. Paraletharchus pacificus
440. Paralichthodes algoensis
441. Paralichthys adspersus
442. Paralichthys aestuarius
443. Paralichthys albigutta
444. Paralichthys brasiliensis
445. Paralichthys californicus
446. Paralichthys coeruleosticta
447. Paralichthys delfini
448. Paralichthys dentatus
449. Paralichthys fernandezianus
450. Paralichthys hilgendorfii
451. Paralichthys isosceles
452. Paralichthys lethostigma
453. Paralichthys microps
454. Paralichthys olivaceus
455. Paralichthys orbignyanus
456. Paralichthys patagonicus
457. Paralichthys schmitti
458. Paralichthys squamilentus
459. Paralichthys triocellatus
460. Paralichthys tropicus
461. Paralichthys woolmani
462. Paraliparis abyssorum
463. Paraliparis acutidens
464. Paraliparis albeolus
465. Paraliparis albescens
466. Paraliparis andriashevi
467. Paraliparis antarcticus
468. Paraliparis anthracinus
469. Paraliparis aspersus
470. Paraliparis ater
471. Paraliparis atramentatus
472. Paraliparis atrolabiatus
473. Paraliparis attenuatus
474. Paraliparis auriculatus
475. Paraliparis australiensis
476. Paraliparis australis
477. Paraliparis avellaneus
478. Paraliparis badius
479. Paraliparis balgueriasi
480. Paraliparis bathybius
481. Paraliparis bipolaris
482. Paraliparis brunneocaudatus
483. Paraliparis brunneus
484. Paraliparis calidus
485. Paraliparis carlbondi
486. Paraliparis cephalus
487. Paraliparis cerasinus
488. Paraliparis challengeri
489. Paraliparis charcoti
490. Paraliparis copei copei
491. Paraliparis copei gibbericeps
492. Paraliparis copei kerguelensis
493. Paraliparis copei wilsoni
494. Paraliparis coracinus
495. Paraliparis costatus
496. Paraliparis csiroi
497. Paraliparis dactyloides
498. Paraliparis dactylosus
499. Paraliparis darwini
500. Paraliparis deani
501. Paraliparis debueni
502. Paraliparis delphis
503. Paraliparis devriesi
504. Paraliparis dewitti
505. Paraliparis diploprora
506. Paraliparis dipterus
507. Paraliparis duhameli
508. Paraliparis eastmani
509. Paraliparis edwardsi
510. Paraliparis eltanini
511. Paraliparis entochloris
512. Paraliparis fimbriatus
513. Paraliparis fuscolingua
514. Paraliparis galapagosensis
515. Paraliparis garmani
516. Paraliparis gomoni
517. Paraliparis gracilis
518. Paraliparis grandis
519. Paraliparis hobarti
520. Paraliparis holomelas
521. Paraliparis hubbsi
522. Paraliparis hureaui
523. Paraliparis hystrix
524. Paraliparis impariporus
525. Paraliparis incognita
526. Paraliparis infeliciter
527. Paraliparis kocki
528. Paraliparis kreffti
529. Paraliparis labiatus
530. Paraliparis lasti
531. Paraliparis latifrons
532. Paraliparis leobergi
533. Paraliparis leucogaster
534. Paraliparis leucoglossus
535. Paraliparis liparinus
536. Paraliparis macrocephalus
537. Paraliparis mandibularis
538. Paraliparis mawsoni
539. Paraliparis megalopus
540. Paraliparis meganchus
541. Paraliparis melanobranchus
542. Paraliparis membranaceus
543. Paraliparis mento
544. Paraliparis meridionalis
545. Paraliparis merodontus
546. Paraliparis mexicanus
547. Paraliparis molinai
548. Paraliparis monoporus
549. Paraliparis murieli
550. Paraliparis nassarum
551. Paraliparis neelovi
552. Paraliparis obliquosus
553. Paraliparis obtusirostris
554. Paraliparis operculosus
555. Paraliparis orcadensis
556. Paraliparis paucidens
557. Paraliparis pectoralis
558. Paraliparis piceus
559. Paraliparis plagiostomus
560. Paraliparis porcus
561. Paraliparis retrodorsalis
562. Paraliparis rosaceus
563. Paraliparis rossi
564. Paraliparis skeliphrus
565. Paraliparis somovi
566. Paraliparis stehmanni
567. Paraliparis tasmaniensis
568. Paraliparis tetrapteryx
569. Paraliparis thalassobathyalis
570. Paraliparis tompkinsae
571. Paraliparis trilobodon
572. Paraliparis trunovi
573. Paraliparis ulochir
574. Paraliparis valentinae
575. Paraliparis violaceus
576. Paraliparis wolffi
577. Paralipophrys trigloides
578. Paralonchurus brasiliensis
579. Paralonchurus dumerilii
580. Paralonchurus goodei
581. Paralonchurus peruanus
582. Paralonchurus petersii
583. Paralonchurus rathbuni
584. Paraloricaria agastor
585. Paraloricaria commersonoides
586. Paraloricaria vetula
587. Paralticus amboinensis
588. Paraluteres arqat
589. Paraluteres prionurus
590. Parambassis altipinnis
591. Parambassis apogonoides
592. Parambassis confinis
593. Parambassis dayi
594. Parambassis gulliveri
595. Parambassis lala
596. Parambassis macrolepis
597. Parambassis pulcinella
598. Parambassis ranga
599. Parambassis siamensis
600. Parambassis tenasserimensis
601. Parambassis thomassi
602. Parambassis vollmeri
603. Parambassis wolffii
604. Paramisgurnus dabryanus
605. Paramonacanthus arabicus
606. Paramonacanthus choirocephalus
607. Paramonacanthus cryptodon
608. Paramonacanthus curtorhynchos
609. Paramonacanthus filicauda
610. Paramonacanthus frenatus
611. Paramonacanthus japonicus
612. Paramonacanthus lowei
613. Paramonacanthus matsuurai
614. Paramonacanthus nematophorus
615. Paramonacanthus nipponensis
616. Paramonacanthus oblongus
617. Paramonacanthus otisensis
618. Paramonacanthus pusillus
619. Paramonacanthus sulcatus
620. Paramonacanthus tricuspis
621. Paramormyrops gabonensis
622. Paramormyrops jacksoni
623. Paramphilius baudoni
624. Paramphilius firestonei
625. Paramphilius goodi
626. Paramphilius teugelsi
627. Paramphilius trichomycteroides
628. Paramyxine atami
629. Paramyxine cheni
630. Paramyxine fernholmi
631. Paramyxine moki
632. Paramyxine sheni
633. Paramyxine walkeri
634. Paramyxine wayuu
635. Paramyxine wisneri
636. Parananochromis axelrodi
637. Parananochromis brevirostris
638. Parananochromis caudifasciatus
639. Parananochromis gabonicus
640. Parananochromis longirostris
641. Parananochromis ornatus
642. Parancistrus aurantiacus
643. Parancistrus nudiventris
644. Paranebris bauchotae
645. Paraneetroplus bulleri
646. Paraneetroplus gibbiceps
647. Paraneetroplus nebuliferus
648. Paranemachilus genilepis
649. Paranibea semiluctuosa
650. Paranotothenia dewitti
651. Paranotothenia magellanica
652. Paranthias colonus
653. Paranthias furcifer
654. Parapercis alboguttata
655. Parapercis allporti
656. Parapercis atlantica
657. Parapercis aurantiaca
658. Parapercis australis
659. Parapercis banoni
660. Parapercis basimaculata
661. Parapercis binivirgata
662. Parapercis biordinis
663. Parapercis cephalopunctata
664. Parapercis clathrata
665. Parapercis colemani
666. Parapercis colias
667. Parapercis cylindrica
668. Parapercis decemfasciata
669. Parapercis diplospilus
670. Parapercis dockinsi
671. Parapercis elongata
672. Parapercis filamentosa
673. Parapercis flavescens
674. Parapercis flavolabiata
675. Parapercis fuscolineata
676. Parapercis gilliesii
677. Parapercis haackei
678. Parapercis hexophtalma
679. Parapercis kamoharai
680. Parapercis katoi
681. Parapercis lata
682. Parapercis lineopunctata
683. Parapercis macrophthalma
684. Parapercis maculata
685. Parapercis maritzi
686. Parapercis millepunctata
687. Parapercis mimaseana
688. Parapercis multifasciata
689. Parapercis multiplicata
690. Parapercis muronis
691. Parapercis natator
692. Parapercis nebulosa
693. Parapercis okamurai
694. Parapercis ommatura
695. Parapercis pacifica
696. Parapercis phenax
697. Parapercis pulchella
698. Parapercis punctata
699. Parapercis punctulata
700. Parapercis quadrispinosa
701. Parapercis queenslandica
702. Parapercis ramsayi
703. Parapercis robinsoni
704. Parapercis roseoviridis
705. Parapercis rufa
706. Parapercis schauinslandii
707. Parapercis sexfasciata
708. Parapercis sexlorata
709. Parapercis signata
710. Parapercis simulata
711. Parapercis snyderi
712. Parapercis somaliensis
713. Parapercis stricticeps
714. Parapercis striolata
715. Parapercis tetracantha
716. Parapercis xanthogramma
717. Parapercis xanthozona
718. Paraphago rostratus
719. Parapimelodus nigribarbis
720. Parapimelodus valenciennis
721. Paraplagusia bilineata
722. Paraplagusia blochii
723. Paraplagusia guttata
724. Paraplagusia japonica
725. Paraplagusia longirostris
726. Paraplagusia sinerama
727. Paraplesiops alisonae
728. Paraplesiops bleekeri
729. Paraplesiops meleagris
730. Paraplesiops poweri
731. Paraplesiops sinclairi
732. Paraploactis hongkongiensis
733. Paraploactis intonsa
734. Paraploactis kagoshimensis
735. Paraploactis obbesi
736. Paraploactis pulvinus
737. Paraploactis taprobanensis
738. Paraploactis trachyderma
739. Paraplotosus albilabris
740. Paraplotosus butleri
741. Paraplotosus muelleri
742. Parapocryptes rictuosus
743. Parapocryptes serperaster
744. Parapolynemus verekeri
745. Parapriacanthus dispar
746. Parapriacanthus elongatus
747. Parapriacanthus marei
748. Parapriacanthus ransonneti
749. Parapristella aubynei
750. Parapristella georgiae
751. Parapristipoma humile
752. Parapristipoma macrops
753. Parapristipoma octolineatum
754. Parapristipoma trilineatum
755. Parapristipomoides squamimaxillaris
756. Paraprotomyzon bamaensis
757. Paraprotomyzon lungkowensis
758. Paraprotomyzon multifasciatus
759. Paraprotomyzon niulanjiangensis
760. Parapsenes rotundus
761. Parapsettus panamensis
762. Parapsilorhynchus discophorus
763. Parapsilorhynchus elongatus
764. Parapsilorhynchus prateri
765. Parapsilorhynchus tentaculatus
766. Parapterois heterura
767. Parapteronotus hasemani
768. Pararasbora moltrechti
769. Parargyrops edita
770. Pararhinichthys bowersi
771. Parasciadonus brevibrachium
772. Parasciadonus pauciradiatus
773. Parascolopsis aspinosa
774. Parascolopsis baranesi
775. Parascolopsis boesemani
776. Parascolopsis capitinis
777. Parascolopsis eriomma
778. Parascolopsis inermis
779. Parascolopsis melanophrys
780. Parascolopsis qantasi
781. Parascolopsis rufomaculatus
782. Parascolopsis tanyactis
783. Parascolopsis tosensis
784. Parascolopsis townsendi
785. Parascorpaena aurita
786. Parascorpaena bandanensis
787. Parascorpaena maculipinnis
788. Parascorpaena mcadamsi
789. Parascorpaena mossambica
790. Parascorpaena picta
791. Parascorpis typus
792. Parascyllium collare
793. Parascyllium elongatum
794. Parascyllium ferrugineum
795. Parascyllium sparsimaculatum
796. Parascyllium variolatum
797. Parasicydium bandama
798. Parasikukia maculata
799. Parasinilabeo assimilis
800. Parasinilabeo longibarbus
801. Parasinilabeo longicorpus
802. Parasinilabeo longiventralis
803. Parasinilabeo maculatus
804. Parasinilabeo microps
805. Parasphaerichthys lineatus
806. Parasphaerichthys ocellatus
807. Parasphyraenops atrimanus
808. Parasphyraenops incisus
809. Paraspinibarbus macracanthus
810. Parasqualidus maii
811. Parastegophilus maculatus
812. Parastegophilus paulensis
813. Parastremma album
814. Parastremma pulchrum
815. Parastremma sadina
816. Parastromateus niger
817. Parasudis fraserbrunneri
818. Parasudis truculenta
819. Parataeniophorus bertelseni
820. Parataeniophorus brevis
821. Parataeniophorus gulosus
822. Parateleopus microstomus
823. Paratherina cyanea
824. Paratherina labiosa
825. Paratherina striata
826. Paratherina wolterecki
827. Paratilapia polleni
828. Paratilapia toddi
829. Parator zonatus
830. Paratrachichthys argyrophanus
831. Paratrachichthys atlanticus
832. Paratrachichthys fernandezianus
833. Paratrachichthys heptalepis
834. Paratrachichthys novaezelandicus
835. Paratrachichthys pulsator
836. Paratrachichthys sajademalensis
837. Paratrachichthys trailli
838. Paratriacanthodes abei
839. Paratriacanthodes herrei
840. Paratriacanthodes retrospinis
841. Paratrimma nigrimenta
842. Paratrimma urospila
843. Paratrygon aiereba
844. Paratrypauchen microcephalus
845. Parauchenoglanis ahli
846. Parauchenoglanis altipinnis
847. Parauchenoglanis balayi
848. Parauchenoglanis buettikoferi
849. Parauchenoglanis longiceps
850. Parauchenoglanis monkei
851. Parauchenoglanis ngamensis
852. Parauchenoglanis pantherinus
853. Parauchenoglanis punctatus
854. Paraulopus atripes
855. Paraulopus brevirostris
856. Paraulopus filamentosus
857. Paraulopus japonicus
858. Paraulopus legandi
859. Paraulopus maculatus
860. Paraulopus nigripinnis
861. Paraulopus novaeseelandiae
862. Paraulopus oblongus
863. Paraulopus okamurai
864. Paravandellia oxyptera
865. Paravandellia phaneronema
866. Parawaous megacephalus
867. Paraxenisthmus cerberusi
868. Paraxenisthmus springeri
869. Parazacco fasciatus
870. Parazacco spilurus
871. Parazanclistius hutchinsi
872. Parazen pacificus
873. Pardachirus balius
874. Pardachirus hedleyi
875. Pardachirus marmoratus
876. Pardachirus morrowi
877. Pardachirus pavoninus
878. Pardachirus poropterus
879. Pardiglanis tarabinii
880. Parecbasis cyclolepis
881. Pareiodon microps
882. Pareiorhaphis azygolechis
883. Pareiorhaphis bahianus
884. Pareiorhaphis cameroni
885. Pareiorhaphis cerosus
886. Pareiorhaphis eurycephalus
887. Pareiorhaphis garbei
888. Pareiorhaphis hypselurus
889. Pareiorhaphis hystrix
890. Pareiorhaphis mutuca
891. Pareiorhaphis nasuta
892. Pareiorhaphis nudulus
893. Pareiorhaphis parmula
894. Pareiorhaphis regani
895. Pareiorhaphis splendens
896. Pareiorhaphis steindachneri
897. Pareiorhaphis stephanus
898. Pareiorhaphis stomias
899. Pareiorhaphis vestigipinnis
900. Pareiorhina brachyrhyncha
901. Pareiorhina carrancas
902. Pareiorhina rudolphi
903. Parenchelyurus hepburni
904. Parenchelyurus hyena
905. Pareques acuminatus
906. Pareques fuscovittatus
907. Pareques lanfeari
908. Pareques perissa
909. Pareques umbrosus
910. Pareques viola
911. Parequula melbournensis
912. Paretroplus dambabe
913. Paretroplus damii
914. Paretroplus gymnopreopercularis
915. Paretroplus kieneri
916. Paretroplus lamenabe
917. Paretroplus maculatus
918. Paretroplus maromandia
919. Paretroplus menarambo
920. Paretroplus nourissati
921. Paretroplus petiti
922. Paretroplus polyactis
923. Paretroplus tsimoly
924. Pareuchiloglanis abbreviatus
925. Pareuchiloglanis anteanalis
926. Pareuchiloglanis feae
927. Pareuchiloglanis gongshanensis
928. Pareuchiloglanis gracilicaudata
929. Pareuchiloglanis kamengensis
930. Pareuchiloglanis longicauda
931. Pareuchiloglanis macropterus
932. Pareuchiloglanis macrotrema
933. Pareuchiloglanis myzostoma
934. Pareuchiloglanis nebulifer
935. Pareuchiloglanis poilanei
936. Pareuchiloglanis prolixdorsalis
937. Pareuchiloglanis rhabdurus
938. Pareuchiloglanis robustus
939. Pareuchiloglanis sichuanensis
940. Pareuchiloglanis sinensis
941. Pareuchiloglanis songdaensis
942. Pareuchiloglanis songmaensis
943. Pareuchiloglanis tianquanensis
944. Pareutropius buffei
945. Pareutropius debauwi
946. Pareutropius longifilis
947. Pareutropius mandevillei
948. Parexocoetus brachypterus
949. Parexocoetus hillianus
950. Parexocoetus mento
951. Parhomaloptera microstoma
952. Pariah scotius
953. Paricelinus hopliticus
954. Parinoberyx horridus
955. Parioglossus aporos
956. Parioglossus dotui
957. Parioglossus formosus
958. Parioglossus galzini
959. Parioglossus interruptus
960. Parioglossus lineatus
961. Parioglossus marginalis
962. Parioglossus multiradiatus
963. Parioglossus neocaledonicus
964. Parioglossus nudus
965. Parioglossus palustris
966. Parioglossus philippinus
967. Parioglossus rainfordi
968. Parioglossus raoi
969. Parioglossus sinensis
970. Parioglossus taeniatus
971. Parioglossus triquetrus
972. Parioglossus verticalis
973. Pariolius armillatus
974. Pariosternarchus amazonensis
975. Paristiopterus gallipavo
976. Paristiopterus labiosus
977. Parkraemeria ornata
978. Parluciosoma labiosa
979. Parma alboscapularis
980. Parma bicolor
981. Parma kermadecensis
982. Parma mccullochi
983. Parma microlepis
984. Parma occidentalis
985. Parma oligolepis
986. Parma polylepis
987. Parma unifasciata
988. Parma victoriae
989. Parmaturus albimarginatus
990. Parmaturus albipenis
991. Parmaturus bigus
992. Parmaturus campechiensis
993. Parmaturus lanatus
994. Parmaturus macmillani
995. Parmaturus melanobranchus
996. Parmaturus pilosus
997. Parmaturus xaniurus
998. Parmops coruscans
999. Parmops echinatus
1000. Parodon apolinari
1001. Parodon bifasciatus
1002. Parodon buckleyi
1003. Parodon caliensis
1004. Parodon carrikeri
1005. Parodon guyanensis
1006. Parodon hilarii
1007. Parodon moreirai
1008. Parodon nasus
1009. Parodon pongoensis
1010. Parodon suborbitalis
1011. Parona signata
1012. Parophidion schmidti
1013. Parophidion vassali
1014. Parophrys vetulus
1015. Parosphromenus alfredi
1016. Parosphromenus allani
1017. Parosphromenus anjunganensis
1018. Parosphromenus bintan
1019. Parosphromenus deissneri
1020. Parosphromenus filamentosus
1021. Parosphromenus harveyi
1022. Parosphromenus linkei
1023. Parosphromenus nagyi
1024. Parosphromenus opallios
1025. Parosphromenus ornaticauda
1026. Parosphromenus pahuensis
1027. Parosphromenus paludicola
1028. Parosphromenus parvulus
1029. Parosphromenus quindecim
1030. Parosphromenus rubrimontis
1031. Parosphromenus sumatranus
1032. Parosphromenus tweediei
1033. Parotocinclus amazonensis
1034. Parotocinclus aripuanensis
1035. Parotocinclus bahiensis
1036. Parotocinclus bidentatus
1037. Parotocinclus britskii
1038. Parotocinclus cearensis
1039. Parotocinclus cesarpintoi
1040. Parotocinclus collinsae
1041. Parotocinclus cristatus
1042. Parotocinclus doceanus
1043. Parotocinclus eppleyi
1044. Parotocinclus haroldoi
1045. Parotocinclus jimi
1046. Parotocinclus jumbo
1047. Parotocinclus longirostris
1048. Parotocinclus maculicauda
1049. Parotocinclus minutus
1050. Parotocinclus muriaensis
1051. Parotocinclus planicauda
1052. Parotocinclus polyochrus
1053. Parotocinclus prata
1054. Parotocinclus spilosoma
1055. Parotocinclus spilurus
1056. Parrella fusca
1057. Parrella ginsburgi
1058. Parrella lucretiae
1059. Parrella macropteryx
1060. Parrella maxillaris
1061. Parupeneus barberinoides
1062. Parupeneus barberinus
1063. Parupeneus biaculeatus
1064. Parupeneus chrysonemus
1065. Parupeneus chrysopleuron
1066. Parupeneus ciliatus
1067. Parupeneus crassilabris
1068. Parupeneus cyclostomus
1069. Parupeneus diagonalis
1070. Parupeneus forsskali
1071. Parupeneus heptacanthus
1072. Parupeneus indicus
1073. Parupeneus insularis
1074. Parupeneus jansenii
1075. Parupeneus louise
1076. Parupeneus macronemus
1077. Parupeneus margaritatus
1078. Parupeneus moffitti
1079. Parupeneus multifasciatus
1080. Parupeneus orientalis
1081. Parupeneus pleurostigma
1082. Parupeneus porphyreus
1083. Parupeneus posteli
1084. Parupeneus procerigena
1085. Parupeneus rubescens
1086. Parupeneus signatus
1087. Parupeneus spilurus
1088. Parupeneus trifasciatus
1089. Paruroconger drachi
1090. Parvicrepis parvipinnis
1091. Parvilux boschmai
1092. Parvilux ingens
1093. Parviparma straminea
1094. Pastinachus sephen
1095. Pastinachus solocirostris
1096. Pataecus fronto
1097. Patagonotothen brevicauda brevicauda
1098. Patagonotothen brevicauda shagensis
1099. Patagonotothen cornucola
1100. Patagonotothen elegans
1101. Patagonotothen guntheri
1102. Patagonotothen jordani
1103. Patagonotothen kreffti
1104. Patagonotothen longipes
1105. Patagonotothen ramsayi
1106. Patagonotothen sima
1107. Patagonotothen squamiceps
1108. Patagonotothen tessellata
1109. Patagonotothen thompsoni
1110. Patagonotothen wiltoni
1111. Pavoclinus caeruleopunctatus
1112. Pavoclinus graminis
1113. Pavoclinus laurentii
1114. Pavoclinus litorafontis
1115. Pavoclinus mentalis
1116. Pavoclinus myae
1117. Pavoclinus pavo
1118. Pavoclinus profundus
1119. Pavoclinus smalei
1120. Pavoraja alleni
1121. Pavoraja arenaria
1122. Pavoraja mosaica
1123. Pavoraja nitida
1124. Pavoraja pseudonitida
1125. Pavoraja umbrosa
1126. Paxton concilians
1127. Peckoltia arenaria
1128. Peckoltia bachi
1129. Peckoltia braueri
1130. Peckoltia brevis
1131. Peckoltia caenosa
1132. Peckoltia cavatica
1133. Peckoltia filicaudata
1134. Peckoltia furcata
1135. Peckoltia kuhlmanni
1136. Peckoltia lineola
1137. Peckoltia oligospila
1138. Peckoltia sabaji
1139. Peckoltia snethlageae
1140. Peckoltia ucayalensis
1141. Peckoltia vermiculata
1142. Peckoltia vittata
1143. Pectenocypris balaena
1144. Pectenocypris korthausae
1145. Pectinantus parini
1146. Pectinochromis lubbocki
1147. Pegasus lancifer
1148. Pegasus laternarius
1149. Pegasus volitans
1150. Pegusa cadenati
1151. Pegusa impar
1152. Pegusa lascaris
1153. Pegusa triophthalma
1154. Pelagocephalus marki
1155. Pelangia mbutaensis
1156. Pelasgus laconicus
1157. Pelates octolineatus
1158. Pelates quadrilineatus
1159. Pelates sexlineatus
1160. Pelecus cultratus
1161. Pellona altamazonica
1162. Pellona castelnaeana
1163. Pellona dayi
1164. Pellona ditchela
1165. Pellona flavipinnis
1166. Pellona harroweri
1167. Pellonula leonensis
1168. Pellonula vorax
1169. Pelmatochromis buettikoferi
1170. Pelmatochromis nigrofasciatus
1171. Pelmatochromis ocellifer
1172. Pelotretis flavilatus
1173. Pelsartia humeralis
1174. Pelteobagrus argentivittatus
1175. Pelteobagrus brashnikowi
1176. Pelteobagrus eupogon
1177. Pelteobagrus fulvidraco
1178. Pelteobagrus intermedius
1179. Pelteobagrus microps
1180. Pelteobagrus nudiceps
1181. Pelteobagrus ussuriensis
1182. Pelteobagrus vachellii
1183. Peltorhamphus latus
1184. Peltorhamphus novaezeelandiae
1185. Peltorhamphus tenuis
1186. Pelvicachromis humilis
1187. Pelvicachromis pulcher
1188. Pelvicachromis roloffi
1189. Pelvicachromis rubrolabiatus
1190. Pelvicachromis signatus
1191. Pelvicachromis subocellatus
1192. Pelvicachromis taeniatus
1193. Pempheris adspersa
1194. Pempheris adusta
1195. Pempheris affinis
1196. Pempheris analis
1197. Pempheris compressa
1198. Pempheris japonica
1199. Pempheris klunzingeri
1200. Pempheris mangula
1201. Pempheris molucca
1202. Pempheris multiradiata
1203. Pempheris nyctereutes
1204. Pempheris ornata
1205. Pempheris otaitensis
1206. Pempheris oualensis
1207. Pempheris poeyi
1208. Pempheris rapa
1209. Pempheris schomburgkii
1210. Pempheris schreineri
1211. Pempheris schwenkii
1212. Pempheris vanicolensis
1213. Pempheris xanthoptera
1214. Pempheris ypsilychnus
1215. Penetopteryx nanus
1216. Penetopteryx taeniocephalus
1217. Pennahia anea
1218. Pennahia argentata
1219. Pennahia macrocephalus
1220. Pennahia ovata
1221. Pennahia pawak
1222. Penopus microphthalmus
1223. Pentaceropsis recurvirostris
1224. Pentaceros capensis
1225. Pentaceros decacanthus
1226. Pentaceros japonicus
1227. Pentaceros quinquespinis
1228. Pentanchus profundicolus
1229. Pentanemus quinquarius
1230. Pentapodus aureofasciatus
1231. Pentapodus bifasciatus
1232. Pentapodus caninus
1233. Pentapodus emeryii
1234. Pentapodus nagasakiensis
1235. Pentapodus paradiseus
1236. Pentapodus porosus
1237. Pentapodus setosus
1238. Pentapodus trivittatus
1239. Pentapodus vitta
1240. Pentaprion longimanus
1241. Pentherichthys venustus
1242. Pentheroscion mbizi
1243. Peprilus alepidotus
1244. Peprilus burti
1245. Peprilus medius
1246. Peprilus ovatus
1247. Peprilus paru
1248. Peprilus simillimus
1249. Peprilus snyderi
1250. Peprilus triacanthus
1251. Perca flavescens
1252. Perca fluviatilis
1253. Perca schrenkii
1254. Percarina demidoffii
1255. Percarina maeotica
1256. Perccottus glenii
1257. Percichthys chilensis
1258. Percichthys colhuapiensis
1259. Percichthys laevis
1260. Percichthys melanops
1261. Percichthys trucha
1262. Percilia gillissi
1263. Percilia irwini
1264. Percina antesella
1265. Percina aurantiaca
1266. Percina aurolineata
1267. Percina aurora
1268. Percina austroperca
1269. Percina brevicauda
1270. Percina burtoni
1271. Percina caprodes
1272. Percina carbonaria
1273. Percina copelandi
1274. Percina crassa
1275. Percina cymatotaenia
1276. Percina evides
1277. Percina fulvitaenia
1278. Percina gymnocephala
1279. Percina jenkinsi
1280. Percina kathae
1281. Percina kusha
1282. Percina lenticula
1283. Percina macrocephala
1284. Percina macrolepida
1285. Percina maculata
1286. Percina nasuta
1287. Percina nevisense
1288. Percina nigrofasciata
1289. Percina notogramma
1290. Percina oxyrhynchus
1291. Percina palmaris
1292. Percina pantherina
1293. Percina peltata
1294. Percina phoxocephala
1295. Percina rex
1296. Percina roanoka
1297. Percina sciera
1298. Percina shumardi
1299. Percina sipsi
1300. Percina smithvanizi
1301. Percina squamata
1302. Percina stictogaster
1303. Percina suttkusi
1304. Percina tanasi
1305. Percina uranidea
1306. Percina vigil
1307. Percina williamsi
1308. Percis japonica
1309. Percis matsuii
1310. Percocypris pingi
1311. Percocypris regani
1312. Percocypris tchangi
1313. Percophis brasiliensis
1314. Percopsis omiscomaycus
1315. Percopsis transmontana
1316. Pereulixia kosiensis
1317. Periophthalmodon freycineti
1318. Periophthalmodon schlosseri
1319. Periophthalmodon septemradiatus
1320. Periophthalmus argentilineatus
1321. Periophthalmus barbarus
1322. Periophthalmus chrysospilos
1323. Periophthalmus darwini
1324. Periophthalmus gracilis
1325. Periophthalmus kalolo
1326. Periophthalmus magnuspinnatus
1327. Periophthalmus malaccensis
1328. Periophthalmus minutus
1329. Periophthalmus modestus
1330. Periophthalmus murdyi
1331. Periophthalmus novaeguineaensis
1332. Periophthalmus novemradiatus
1333. Periophthalmus spilotus
1334. Periophthalmus walailakae
1335. Periophthalmus waltoni
1336. Periophthalmus weberi
1337. Perissias taeniopterus
1338. Perissodus eccentricus
1339. Perissodus microlepis
1340. Peristedion altipinne
1341. Peristedion amblygenys
1342. Peristedion antillarum
1343. Peristedion barbiger
1344. Peristedion brevirostre
1345. Peristedion cataphractum
1346. Peristedion crustosum
1347. Peristedion ecuadorense
1348. Peristedion gracile
1349. Peristedion greyae
1350. Peristedion imberbe
1351. Peristedion investigatoris
1352. Peristedion liorhynchus
1353. Peristedion longispatha
1354. Peristedion miniatum
1355. Peristedion moluccense
1356. Peristedion nierstraszi
1357. Peristedion orientale
1358. Peristedion paucibarbiger
1359. Peristedion riversandersoni
1360. Peristedion thompsoni
1361. Peristedion truncatum
1362. Peristedion unicuspis
1363. Peristedion weberi
1364. Peristrominous dolosus
1365. Peronedys anguillaris
1366. Perrunichthys perruno
1367. Perryena leucometopon
1368. Persparsia kopua
1369. Perulibatrachus aquilonarius
1370. Perulibatrachus elminensis
1371. Perulibatrachus kilburni
1372. Perulibatrachus rossignoli
1373. Pervagor alternans
1374. Pervagor aspricaudus
1375. Pervagor janthinosoma
1376. Pervagor marginalis
1377. Pervagor melanocephalus
1378. Pervagor nigrolineatus
1379. Pervagor randalli
1380. Pervagor spilosoma
1381. Petalichthys capensis
1382. Petenia splendida
1383. Petersius conserialis
1384. Petilipinnis grunniens
1385. Petitella georgiae
1386. Petrocephalus ansorgii
1387. Petrocephalus balayi
1388. Petrocephalus bane bane
1389. Petrocephalus bane comoensis
1390. Petrocephalus binotatus
1391. Petrocephalus bovei bovei
1392. Petrocephalus bovei guineensis
1393. Petrocephalus catostoma catostoma
1394. Petrocephalus catostoma congicus
1395. Petrocephalus catostoma haullevillei
1396. Petrocephalus catostoma tanensis
1397. Petrocephalus christyi
1398. Petrocephalus cunganus
1399. Petrocephalus gliroides
1400. Petrocephalus grandoculis
1401. Petrocephalus guttatus
1402. Petrocephalus hutereaui
1403. Petrocephalus keatingii
1404. Petrocephalus levequei
1405. Petrocephalus microphthalmus
1406. Petrocephalus pallidomaculatus
1407. Petrocephalus pellegrini
1408. Petrocephalus sauvagii
1409. Petrocephalus schoutedeni
1410. Petrocephalus simus
1411. Petrocephalus soudanensis
1412. Petrocephalus squalostoma
1413. Petrocephalus sullivani
1414. Petrocephalus tenuicauda
1415. Petrocephalus wesselsi
1416. Petrochromis famula
1417. Petrochromis fasciolatus
1418. Petrochromis macrognathus
1419. Petrochromis orthognathus
1420. Petrochromis polyodon
1421. Petrochromis trewavasae ephippium
1422. Petrochromis trewavasae trewavasae
1423. Petroleuciscus borysthenicus
1424. Petroleuciscus kurui
1425. Petroleuciscus persidis
1426. Petroleuciscus smyrnaeus
1427. Petroleuciscus squaliusculus
1428. Petroleuciscus ulanus
1429. Petromyzon marinus
1430. Petroscirtes ancylodon
1431. Petroscirtes breviceps
1432. Petroscirtes fallax
1433. Petroscirtes lupus
1434. Petroscirtes marginatus
1435. Petroscirtes mitratus
1436. Petroscirtes pylei
1437. Petroscirtes springeri
1438. Petroscirtes thepassii
1439. Petroscirtes variabilis
1440. Petroscirtes xestus
1441. Petrotilapia chrysos
1442. Petrotilapia genalutea
1443. Petrotilapia microgalana
1444. Petrotilapia nigra
1445. Petrotilapia tridentiger
1446. Petrotyx hopkinsi
1447. Petrotyx sanguineus
1448. Petrus rupestris
1449. Phaenomonas cooperae
1450. Phaenomonas longissima
1451. Phaenomonas pinnata
1452. Phaeoptyx conklini
1453. Phaeoptyx pigmentaria
1454. Phaeoptyx xenus
1455. Phago boulengeri
1456. Phago intermedius
1457. Phago loricatus
1458. Phalacronotus apogon
1459. Phalacronotus bleekeri
1460. Phalacronotus micronemus
1461. Phalacronotus parvanalis
1462. Phallichthys amates
1463. Phallichthys fairweatheri
1464. Phallichthys quadripunctatus
1465. Phallichthys tico
1466. Phalloceros alessandrae
1467. Phalloceros anisophallos
1468. Phalloceros aspilos
1469. Phalloceros buckupi
1470. Phalloceros caudimaculatus
1471. Phalloceros elachistos
1472. Phalloceros enneaktinos
1473. Phalloceros harpagos
1474. Phalloceros heptaktinos
1475. Phalloceros leptokeras
1476. Phalloceros leticiae
1477. Phalloceros lucenorum
1478. Phalloceros malabarbai
1479. Phalloceros megapolos
1480. Phalloceros mikrommatos
1481. Phalloceros ocellatus
1482. Phalloceros pellos
1483. Phalloceros reisi
1484. Phalloceros spiloura
1485. Phalloceros titthos
1486. Phalloceros tupinamba
1487. Phalloceros uai
1488. Phallocottus obtusus
1489. Phalloptychus eigenmanni
1490. Phalloptychus januarius
1491. Phallostethus dunckeri
1492. Phallostethus lehi
1493. Phallotorynus dispilos
1494. Phallotorynus fasciolatus
1495. Phallotorynus jucundus
1496. Phallotorynus pankalos
1497. Phallotorynus psittakos
1498. Phallotorynus victoriae
1499. Phanerodon atripes
1500. Phanerodon furcatus
1501. Pharyngochromis acuticeps
1502. Pharyngochromis darlingi
1503. Phasmatocottus ctenopterygius
1504. Phenablennius heyligeri
1505. Phenacobius catostomus
1506. Phenacobius crassilabrum
1507. Phenacobius mirabilis
1508. Phenacobius teretulus
1509. Phenacobius uranops
1510. Phenacobrycon henni
1511. Phenacogaster apletostigma
1512. Phenacogaster beni
1513. Phenacogaster calverti
1514. Phenacogaster carteri
1515. Phenacogaster franciscoensis
1516. Phenacogaster jancupa
1517. Phenacogaster megalostictus
1518. Phenacogaster microstictus
1519. Phenacogaster pectinatus
1520. Phenacogaster suborbitalis
1521. Phenacogaster tegatus
1522. Phenacogrammus altus
1523. Phenacogrammus ansorgii
1524. Phenacogrammus aurantiacus
1525. Phenacogrammus bleheri
1526. Phenacogrammus deheyni
1527. Phenacogrammus gabonensis
1528. Phenacogrammus interruptus
1529. Phenacogrammus major
1530. Phenacogrammus polli
1531. Phenacogrammus stigmatura
1532. Phenacogrammus taeniatus
1533. Phenacogrammus urotaenia
1534. Phenacorhamdia anisura
1535. Phenacorhamdia boliviana
1536. Phenacorhamdia hoehnei
1537. Phenacorhamdia macarenensis
1538. Phenacorhamdia nigrolineata
1539. Phenacorhamdia provenzanoi
1540. Phenacorhamdia somnians
1541. Phenacorhamdia taphorni
1542. Phenacorhamdia tenebrosa
1543. Phenacorhamdia unifasciata
1544. Phenacoscorpius adenensis
1545. Phenacoscorpius eschmeyeri
1546. Phenacoscorpius megalops
1547. Phenacoscorpius nebris
1548. Phenacostethus posthon
1549. Phenacostethus smithi
1550. Phenacostethus trewavasae
1551. Phenagoniates macrolepis
1552. Pherallodichthys meshimaensis
1553. Pherallodiscus funebris
1554. Pherallodiscus varius
1555. Pherallodus indicus
1556. Pherallodus smithi
1557. Philypnodon grandiceps
1558. Philypnodon macrostomus
1559. Philypnus macrolepis
1560. Pholidapus dybowskii
1561. Pholidichthys anguis
1562. Pholidichthys leucotaenia
1563. Pholis clemensi
1564. Pholis crassispina
1565. Pholis fangi
1566. Pholis fasciata
1567. Pholis gunnellus
1568. Pholis laeta
1569. Pholis nea
1570. Pholis nebulosa
1571. Pholis ornata
1572. Pholis picta
1573. Pholis schultzi
1574. Phosichthys argenteus
1575. Photoblepharon palpebratum
1576. Photoblepharon steinitzi
1577. Photocorynus spiniceps
1578. Photonectes achirus
1579. Photonectes albipennis
1580. Photonectes braueri
1581. Photonectes caerulescens
1582. Photonectes dinema
1583. Photonectes gracilis
1584. Photonectes leucospilus
1585. Photonectes margarita
1586. Photonectes mirabilis
1587. Photonectes munificus
1588. Photonectes parvimanus
1589. Photonectes phyllopogon
1590. Photopectoralis bindus
1591. Photostomias atrox
1592. Photostomias goodyeari
1593. Photostomias guernei
1594. Photostylus pycnopterus
1595. Phoxinellus adspersus
1596. Phoxinellus alepidotus
1597. Phoxinellus croaticus
1598. Phoxinellus dalmaticus
1599. Phoxinellus fontinalis
1600. Phoxinellus ghetaldii
1601. Phoxinellus jadovensis
1602. Phoxinellus krbavensis
1603. Phoxinellus metohiensis
1604. Phoxinellus pseudalepidotus
1605. Phoxinellus pstrossii
1606. Phoxinus bigerri
1607. Phoxinus brachyurus
1608. Phoxinus cumberlandensis
1609. Phoxinus czekanowskii czekanowskii
1610. Phoxinus czekanowskii czerskii
1611. Phoxinus czekanowskii ignatowi
1612. Phoxinus czekanowskii suifunensis
1613. Phoxinus eos
1614. Phoxinus erythrogaster
1615. Phoxinus grumi
1616. Phoxinus issykkulensis
1617. Phoxinus keumkang
1618. Phoxinus kumgangensis
1619. Phoxinus lagowskii
1620. Phoxinus neogaeus
1621. Phoxinus oreas
1622. Phoxinus oxycephalus
1623. Phoxinus oxyrhynchus
1624. Phoxinus percnurus
1625. Phoxinus phoxinus
1626. Phoxinus saylori
1627. Phoxinus semotilus
1628. Phoxinus septimaniae
1629. Phoxinus strymonicus
1630. Phoxinus tchangi
1631. Phoxinus tennesseensis
1632. Phoxinus ujmonensis
1633. Phoxocampus belcheri
1634. Phoxocampus diacanthus
1635. Phoxocampus tetrophthalmus
1636. Phractocephalus hemioliopterus
1637. Phractolaemus ansorgii
1638. Phractura ansorgii
1639. Phractura bovei
1640. Phractura brevicauda
1641. Phractura clauseni
1642. Phractura fasciata
1643. Phractura gladysae
1644. Phractura intermedia
1645. Phractura lindica
1646. Phractura longicauda
1647. Phractura macrura
1648. Phractura scaphyrhynchura
1649. Phractura stiassny
1650. Phractura tenuicauda
1651. Phreatichthys andruzzii
1652. Phreatobius cisternarum
1653. Phreatobius dracunculus
1654. Phreatobius sanguijuela
1655. Phrynorhombus norvegicus
1656. Phthanophaneron harveyi
1657. Phtheirichthys lineatus
1658. Phucocoetes latitans
1659. Phycis blennoides
1660. Phycis chesteri
1661. Phycis phycis
1662. Phycodurus eques
1663. Phyllichthys punctatus
1664. Phyllichthys sclerolepis
1665. Phyllichthys sejunctus
1666. Phyllogobius platycephalops
1667. Phyllonemus brichardi
1668. Phyllonemus filinemus
1669. Phyllonemus typus
1670. Phyllophichthus macrurus
1671. Phyllophichthus xenodontus
1672. Phyllophryne scortea
1673. Phyllopteryx taeniolatus
1674. Phyllorhinichthys balushkini
1675. Phyllorhinichthys micractis
1676. Physiculus andriashevi
1677. Physiculus argyropastus
1678. Physiculus beckeri
1679. Physiculus bertelseni
1680. Physiculus capensis
1681. Physiculus chigodarana
1682. Physiculus coheni
1683. Physiculus cyanostrophus
1684. Physiculus cynodon
1685. Physiculus dalwigki
1686. Physiculus fedorovi
1687. Physiculus fulvus
1688. Physiculus grinnelli
1689. Physiculus helenaensis
1690. Physiculus hexacytus
1691. Physiculus huloti
1692. Physiculus japonicus
1693. Physiculus karrerae
1694. Physiculus kaupi
1695. Physiculus longicavis
1696. Physiculus longifilis
1697. Physiculus luminosus
1698. Physiculus marisrubri
1699. Physiculus maslowskii
1700. Physiculus microbarbata
1701. Physiculus natalensis
1702. Physiculus nematopus
1703. Physiculus nielseni
1704. Physiculus nigripinnis
1705. Physiculus nigriscens
1706. Physiculus normani
1707. Physiculus parini
1708. Physiculus peregrinus
1709. Physiculus rastrelliger
1710. Physiculus rhodopinnis
1711. Physiculus roseus
1712. Physiculus sazonovi
1713. Physiculus sterops
1714. Physiculus sudanensis
1715. Physiculus talarae
1716. Physiculus therosideros
1717. Physiculus yoshidae
1718. Physopyxis ananas
1719. Physopyxis cristata
1720. Physopyxis lyra
1721. Physoschistura brunneana
1722. Physoschistura elongata
1723. Physoschistura meridionalis
1724. Physoschistura pseudobrunneana
1725. Physoschistura raoi
1726. Physoschistura rivulicola
1727. Physoschistura shanensis
1728. Phytichthys chirus
1729. Piabarchus analis
1730. Piabarchus torrenticola
1731. Piabina anhembi
1732. Piabina argentea
1733. Piabucina astrigata
1734. Piabucina aureoguttata
1735. Piabucina boruca
1736. Piabucina elongata
1737. Piabucina erythrinoides
1738. Piabucina festae
1739. Piabucina panamensis
1740. Piabucina pleurotaenia
1741. Piabucina unitaeniata
1742. Piabucus caudomaculatus
1743. Piabucus dentatus
1744. Piabucus melanostoma
1745. Piaractus brachypomus
1746. Piaractus mesopotamicus
1747. Pictichromis aurifrons
1748. Pictichromis caitlinae
1749. Pictichromis coralensis
1750. Pictichromis diadema
1751. Pictichromis ephippiata
1752. Pictichromis paccagnellae
1753. Pictichromis porphyrea
1754. Pictilabrus brauni
1755. Pictilabrus laticlavius
1756. Pictilabrus viridis
1757. Piedrabuenia ringueleti
1758. Pietschichthys horridus
1759. Pillaia indica
1760. Pillaia kachinica
1761. Pimelodella altipinnis
1762. Pimelodella australis
1763. Pimelodella avanhandavae
1764. Pimelodella boliviana
1765. Pimelodella boschmai
1766. Pimelodella brasiliensis
1767. Pimelodella breviceps
1768. Pimelodella buckleyi
1769. Pimelodella chagresi
1770. Pimelodella chaparae
1771. Pimelodella conquetaensis
1772. Pimelodella cristata
1773. Pimelodella cruxenti
1774. Pimelodella cyanostigma
1775. Pimelodella dorseyi
1776. Pimelodella eigenmanni
1777. Pimelodella eigenmanniorum
1778. Pimelodella elongata
1779. Pimelodella enochi
1780. Pimelodella eutaenia
1781. Pimelodella figueroai
1782. Pimelodella geryi
1783. Pimelodella gracilis
1784. Pimelodella griffini
1785. Pimelodella grisea
1786. Pimelodella harttii
1787. Pimelodella hartwelli
1788. Pimelodella hasemani
1789. Pimelodella howesi
1790. Pimelodella itapicuruensis
1791. Pimelodella kronei
1792. Pimelodella lateristriga
1793. Pimelodella laticeps
1794. Pimelodella laurenti
1795. Pimelodella linami
1796. Pimelodella macrocephala
1797. Pimelodella macturki
1798. Pimelodella martinezi
1799. Pimelodella meeki
1800. Pimelodella megalops
1801. Pimelodella megalura
1802. Pimelodella metae
1803. Pimelodella modestus
1804. Pimelodella montana
1805. Pimelodella mucosa
1806. Pimelodella nigrofasciata
1807. Pimelodella notomelas
1808. Pimelodella odynea
1809. Pimelodella ophthalmica
1810. Pimelodella pallida
1811. Pimelodella pappenheimi
1812. Pimelodella parnahybae
1813. Pimelodella parva
1814. Pimelodella pectinifer
1815. Pimelodella peruana
1816. Pimelodella peruensis
1817. Pimelodella procera
1818. Pimelodella rendahli
1819. Pimelodella reyesi
1820. Pimelodella roccae
1821. Pimelodella rudolphi
1822. Pimelodella serrata
1823. Pimelodella spelaea
1824. Pimelodella steindachneri
1825. Pimelodella taeniophora
1826. Pimelodella taenioptera
1827. Pimelodella tapatapae
1828. Pimelodella transitoria
1829. Pimelodella vittata
1830. Pimelodella wesselii
1831. Pimelodella witmeri
1832. Pimelodella yuncensis
1833. Pimelodina flavipinnis
1834. Pimelodus absconditus
1835. Pimelodus albicans
1836. Pimelodus albofasciatus
1837. Pimelodus altissimus
1838. Pimelodus argenteus
1839. Pimelodus atrobrunneus
1840. Pimelodus blochii
1841. Pimelodus brevis
1842. Pimelodus britskii
1843. Pimelodus coprophagus
1844. Pimelodus fur
1845. Pimelodus garciabarrigai
1846. Pimelodus grosskopfii
1847. Pimelodus heraldoi
1848. Pimelodus jivaro
1849. Pimelodus maculatus
1850. Pimelodus microstoma
1851. Pimelodus mysteriosus
1852. Pimelodus navarroi
1853. Pimelodus ornatus
1854. Pimelodus ortmanni
1855. Pimelodus pantaneiro
1856. Pimelodus paranaensis
1857. Pimelodus parvus
1858. Pimelodus pictus
1859. Pimelodus pintado
1860. Pimelodus platicirris
1861. Pimelodus pohli
1862. Pimelodus punctatus
1863. Pimelodus tetramerus
1864. Pimephales notatus
1865. Pimephales promelas
1866. Pimephales tenellus
1867. Pimephales vigilax
1868. Pingalla gilberti
1869. Pingalla lorentzi
1870. Pingalla midgleyi
1871. Pinguipes brasilianus
1872. Pinguipes chilensis
1873. Pinirampus pirinampu
1874. Pinjalo lewisi
1875. Pinjalo pinjalo
1876. Pinniwallago kanpurensis
1877. Pisodonophis boro
1878. Pisodonophis cancrivorus
1879. Pisodonophis copelandi
1880. Pisodonophis daspilotus
1881. Pisodonophis hijala
1882. Pisodonophis hoeveni
1883. Pisodonophis hypselopterus
1884. Pisodonophis semicinctus
1885. Pisodonophis zophistius
1886. Pituna brevirostrata
1887. Pituna compacta
1888. Pituna obliquoseriata
1889. Pituna poranga
1890. Pituna schindleri
1891. Pituna xinguensis
1892. Placidochromis acuticeps
1893. Placidochromis acutirostris
1894. Placidochromis argyrogaster
1895. Placidochromis boops
1896. Placidochromis borealis
1897. Placidochromis chilolae
1898. Placidochromis communis
1899. Placidochromis domirae
1900. Placidochromis ecclesi
1901. Placidochromis electra
1902. Placidochromis elongatus
1903. Placidochromis fuscus
1904. Placidochromis hennydaviesae
1905. Placidochromis intermedius
1906. Placidochromis johnstoni
1907. Placidochromis koningsi
1908. Placidochromis lineatus
1909. Placidochromis longimanus
1910. Placidochromis longirostris
1911. Placidochromis longus
1912. Placidochromis lukomae
1913. Placidochromis macroceps
1914. Placidochromis macrognathus
1915. Placidochromis mbunoides
1916. Placidochromis milomo
1917. Placidochromis minor
1918. Placidochromis minutus
1919. Placidochromis msakae
1920. Placidochromis nigribarbis
1921. Placidochromis nkhatae
1922. Placidochromis nkhotakotae
1923. Placidochromis obscurus
1924. Placidochromis ordinarius
1925. Placidochromis orthognathus
1926. Placidochromis pallidus
1927. Placidochromis platyrhynchos
1928. Placidochromis polli
1929. Placidochromis rotundifrons
1930. Placidochromis subocularis
1931. Placidochromis trewavasae
1932. Placidochromis turneri
1933. Placidochromis vulgaris
1934. Placocheilus bibarbatus
1935. Placocheilus cryptonemus
1936. Placocheilus imbarbatus
1937. Placogobio bacmeensis
1938. Placogobio nahangensis
1939. Plagiogeneion fiolenti
1940. Plagiogeneion geminatum
1941. Plagiogeneion macrolepis
1942. Plagiogeneion rubiginosum
1943. Plagiogeneion unispina
1944. Plagiognathops microlepis
1945. Plagiogrammus hopkinsii
1946. Plagiopsetta glossa
1947. Plagioscion auratus
1948. Plagioscion casattii
1949. Plagioscion montei
1950. Plagioscion pauciradiatus
1951. Plagioscion squamosissimus
1952. Plagioscion surinamensis
1953. Plagioscion ternetzi
1954. Plagiotremus azaleus
1955. Plagiotremus ewaensis
1956. Plagiotremus goslinei
1957. Plagiotremus iosodon
1958. Plagiotremus laudandus flavus
1959. Plagiotremus laudandus laudandus
1960. Plagiotremus phenax
1961. Plagiotremus rhinorhynchos
1962. Plagiotremus spilistius
1963. Plagiotremus tapeinosoma
1964. Plagiotremus townsendi
1965. Plagopterus argentissimus
1966. Planaltina britskii
1967. Planaltina glandipedis
1968. Planaltina myersi
1969. Planctanthias longifilis
1970. Planiloricaria cryptodon
1971. Platanichthys platana
1972. Plataplochilus cabindae
1973. Plataplochilus chalcopyrus
1974. Plataplochilus loemensis
1975. Plataplochilus miltotaenia
1976. Plataplochilus mimus
1977. Plataplochilus ngaensis
1978. Plataplochilus pulcher
1979. Plataplochilus terveri
1980. Platax batavianus
1981. Platax boersii
1982. Platax orbicularis
1983. Platax pinnatus
1984. Platax teira
1985. Platichthys flesus
1986. Platichthys stellatus
1987. Platyallabes tihoni
1988. Platybelone argalus annobonensis
1989. Platybelone argalus argalus
1990. Platybelone argalus lovii
1991. Platybelone argalus platura
1992. Platybelone argalus platyura
1993. Platybelone argalus pterura
1994. Platybelone argalus trachura
1995. Platyberyx opalescens
1996. Platycephalus arenarius
1997. Platycephalus aurimaculatus
1998. Platycephalus bassensis
1999. Platycephalus caeruleopunctatus
2000. Platycephalus chauliodous
2001. Platycephalus conatus
2002. Platycephalus cultellatus
2003. Platycephalus endrachtensis
2004. Platycephalus fuscus
2005. Platycephalus indicus
2006. Platycephalus laevigatus
2007. Platycephalus longispinis
2008. Platycephalus marmoratus
2009. Platycephalus micracanthus
2010. Platycephalus richardsoni
2011. Platycephalus speculator
2012. Platyclarias machadoi
2013. Platydoras armatulus
2014. Platydoras costatus
2015. Platygillellus altivelis
2016. Platygillellus brasiliensis
2017. Platygillellus bussingi
2018. Platygillellus rubellulus
2019. Platygillellus rubrocinctus
2020. Platygillellus smithi
2021. Platyglanis depierrei
2022. Platygobio gracilis
2023. Platygobiopsis akihito
2024. Platygobiopsis tansei
2025. Platynematichthys notatus
2026. Platypharodon extremus
2027. Platyrhina limboonkengi
2028. Platyrhina sinensis
2029. Platyrhinoidis triseriata
2030. Platysilurus malarmo
2031. Platysilurus mucosus
2032. Platysilurus olallae
2033. Platysmacheilus exiguus
2034. Platysmacheilus longibarbatus
2035. Platysmacheilus nudiventris
2036. Platysmacheilus zhenjiangensis
2037. Platystacus cotylephorus
2038. Platystomatichthys sturio
2039. Platytaeniodus degeni
2040. Platytroctes apus
2041. Platytroctes mirus
2042. Platytropius siamensis
2043. Platyurosternarchus macrostomus
2044. Plecodus elaviae
2045. Plecodus multidentatus
2046. Plecodus paradoxus
2047. Plecodus straeleni
2048. Plecoglossus altivelis altivelis
2049. Plecoglossus altivelis chinensis
2050. Plecoglossus altivelis ryukyuensis
2051. Plectobranchus evides
2052. Plectorhinchus albovittatus
2053. Plectorhinchus celebicus
2054. Plectorhinchus ceylonensis
2055. Plectorhinchus chaetodonoides
2056. Plectorhinchus chrysotaenia
2057. Plectorhinchus chubbi
2058. Plectorhinchus cinctus
2059. Plectorhinchus diagrammus
2060. Plectorhinchus faetela
2061. Plectorhinchus flavomaculatus
2062. Plectorhinchus gaterinoides
2063. Plectorhinchus gaterinus
2064. Plectorhinchus gibbosus
2065. Plectorhinchus harrawayi
2066. Plectorhinchus lessonii
2067. Plectorhinchus lineatus
2068. Plectorhinchus macrolepis
2069. Plectorhinchus macrospilus
2070. Plectorhinchus mediterraneus
2071. Plectorhinchus multivittatus
2072. Plectorhinchus nigrus
2073. Plectorhinchus obscurus
2074. Plectorhinchus orientalis
2075. Plectorhinchus paulayi
2076. Plectorhinchus pictus
2077. Plectorhinchus picus
2078. Plectorhinchus plagiodesmus
2079. Plectorhinchus playfairi
2080. Plectorhinchus polytaenia
2081. Plectorhinchus punctatissimus
2082. Plectorhinchus schotaf
2083. Plectorhinchus sordidus
2084. Plectorhinchus umbrinus
2085. Plectorhinchus unicolor
2086. Plectorhinchus vittatus
2087. Plectranthias alleni
2088. Plectranthias altipinnatus
2089. Plectranthias anthioides
2090. Plectranthias bauchotae
2091. Plectranthias bilaticlavia
2092. Plectranthias cirrhitoides
2093. Plectranthias exsul
2094. Plectranthias fijiensis
2095. Plectranthias foresti
2096. Plectranthias fourmanoiri
2097. Plectranthias gardineri
2098. Plectranthias garrupellus
2099. Plectranthias helenae
2100. Plectranthias inermis
2101. Plectranthias intermedius
2102. Plectranthias japonicus
2103. Plectranthias jothyi
2104. Plectranthias kamii
2105. Plectranthias kelloggi
2106. Plectranthias klausewitzi
2107. Plectranthias knappi
2108. Plectranthias lasti
2109. Plectranthias longimanus
2110. Plectranthias maculicauda
2111. Plectranthias maugei
2112. Plectranthias megalepis
2113. Plectranthias megalophthalmus
2114. Plectranthias morgansi
2115. Plectranthias nanus
2116. Plectranthias pallidus
2117. Plectranthias parini
2118. Plectranthias pelicieri
2119. Plectranthias randalli
2120. Plectranthias retrofasciatus
2121. Plectranthias robertsi
2122. Plectranthias rubrifasciatus
2123. Plectranthias sagamiensis
2124. Plectranthias sheni
2125. Plectranthias taylori
2126. Plectranthias vexillarius
2127. Plectranthias wheeleri
2128. Plectranthias whiteheadi
2129. Plectranthias winniensis
2130. Plectranthias yamakawai
2131. Plectrochilus diabolicus
2132. Plectrochilus machadoi
2133. Plectrochilus wieneri
2134. Plectrogenium barsukovi
2135. Plectrogenium nanum
2136. Plectroglyphidodon dickii
2137. Plectroglyphidodon flaviventris
2138. Plectroglyphidodon imparipennis
2139. Plectroglyphidodon johnstonianus
2140. Plectroglyphidodon lacrymatus
2141. Plectroglyphidodon leucozonus
2142. Plectroglyphidodon phoenixensis
2143. Plectroglyphidodon randalli
2144. Plectroglyphidodon sagmarius
2145. Plectroglyphidodon sindonis
2146. Plectropomus areolatus
2147. Plectropomus laevis
2148. Plectropomus leopardus
2149. Plectropomus maculatus
2150. Plectropomus oligacanthus
2151. Plectropomus pessuliferus
2152. Plectropomus punctatus
2153. Plectrypops lima
2154. Plectrypops retrospinis
2155. Plesienchelys stehmanni
2156. Plesiobatis daviesi
2157. Plesiolebias altamira
2158. Plesiolebias aruana
2159. Plesiolebias canabravensis
2160. Plesiolebias filamentosus
2161. Plesiolebias fragilis
2162. Plesiolebias glaucopterus
2163. Plesiolebias lacerdai
2164. Plesiolebias xavantei
2165. Plesiomyzon baotingensis
2166. Plesiops auritus
2167. Plesiops cephalotaenia
2168. Plesiops coeruleolineatus
2169. Plesiops corallicola
2170. Plesiops facicavus
2171. Plesiops genaricus
2172. Plesiops gracilis
2173. Plesiops insularis
2174. Plesiops malalaxus
2175. Plesiops multisquamata
2176. Plesiops mystaxus
2177. Plesiops nakaharae
2178. Plesiops nigricans
2179. Plesiops oxycephalus
2180. Plesiops polydactylus
2181. Plesiops thysanopterus
2182. Plesiops verecundus
2183. Plesiotrygon iwamae
2184. Pleuragramma antarcticum
2185. Pleurogrammus azonus
2186. Pleurogrammus monopterygius
2187. Pleuronectes platessa
2188. Pleuronectes quadrituberculatus
2189. Pleuronichthys coenosus
2190. Pleuronichthys cornutus
2191. Pleuronichthys decurrens
2192. Pleuronichthys ocellatus
2193. Pleuronichthys ritteri
2194. Pleuronichthys verticalis
2195. Pleuroscopus pseudodorsalis
2196. Pleurosicya annandalei
2197. Pleurosicya australis
2198. Pleurosicya bilobata
2199. Pleurosicya boldinghi
2200. Pleurosicya carolinensis
2201. Pleurosicya coerulea
2202. Pleurosicya elongata
2203. Pleurosicya fringilla
2204. Pleurosicya labiata
2205. Pleurosicya larsonae
2206. Pleurosicya micheli
2207. Pleurosicya mossambica
2208. Pleurosicya muscarum
2209. Pleurosicya occidentalis
2210. Pleurosicya plicata
2211. Pleurosicya prognatha
2212. Pleurosicya spongicola
2213. Plicofollis argyropleuron
2214. Plicofollis dussumieri
2215. Plicofollis magatensis
2216. Plicofollis nella
2217. Plicofollis platystomus
2218. Plicofollis polystaphylodon
2219. Plicofollis tenuispinis
2220. Plicofollis tonggol
2221. Pliosteostoma lutipinnis
2222. Pliotrema warreni
2223. Plotosus abbreviatus
2224. Plotosus brevibarbus
2225. Plotosus canius
2226. Plotosus fisadoha
2227. Plotosus japonicus
2228. Plotosus limbatus
2229. Plotosus lineatus
2230. Plotosus nkunga
2231. Plotosus papuensis
2232. Poblana alchichica
2233. Poblana ferdebueni
2234. Poblana letholepis
2235. Poblana squamata
2236. Podothecus accipenserinus
2237. Podothecus hamlini
2238. Podothecus sachi
2239. Podothecus sturioides
2240. Podothecus veternus
2241. Poecilia amazonica
2242. Poecilia boesemani
2243. Poecilia butleri
2244. Poecilia catemaconis
2245. Poecilia caucana
2246. Poecilia caudofasciata
2247. Poecilia chica
2248. Poecilia dauli
2249. Poecilia elegans
2250. Poecilia formosa
2251. Poecilia gillii
2252. Poecilia hispaniolana
2253. Poecilia koperi
2254. Poecilia kykesis
2255. Poecilia latipinna
2256. Poecilia latipunctata
2257. Poecilia marcellinoi
2258. Poecilia maylandi
2259. Poecilia mechthildae
2260. Poecilia mexicana
2261. Poecilia nicholsi
2262. Poecilia orri
2263. Poecilia petenensis
2264. Poecilia reticulata
2265. Poecilia rositae
2266. Poecilia salvatoris
2267. Poecilia sphenops
2268. Poecilia sulphuraria
2269. Poecilia teresae
2270. Poecilia vandepolli
2271. Poecilia velifera
2272. Poecilia vivipara
2273. Poecilia wandae
2274. Poecilia wingei
2275. Poeciliopsis baenschi
2276. Poeciliopsis balsas
2277. Poeciliopsis catemaco
2278. Poeciliopsis elongata
2279. Poeciliopsis fasciata
2280. Poeciliopsis gracilis
2281. Poeciliopsis hnilickai
2282. Poeciliopsis infans
2283. Poeciliopsis latidens
2284. Poeciliopsis lucida
2285. Poeciliopsis lutzi
2286. Poeciliopsis monacha
2287. Poeciliopsis occidentalis
2288. Poeciliopsis paucimaculata
2289. Poeciliopsis pleurospilus
2290. Poeciliopsis presidionis
2291. Poeciliopsis prolifica
2292. Poeciliopsis retropinna
2293. Poeciliopsis scarlli
2294. Poeciliopsis turneri
2295. Poeciliopsis turrubarensis
2296. Poeciliopsis viriosa
2297. Poecilocharax bovalii
2298. Poecilocharax weitzmani
2299. Poeciloconger fasciatus
2300. Poeciloconger kapala
2301. Poecilopsetta albomaculata
2302. Poecilopsetta beanii
2303. Poecilopsetta colorata
2304. Poecilopsetta dorsialta
2305. Poecilopsetta hawaiiensis
2306. Poecilopsetta inermis
2307. Poecilopsetta macrocephala
2308. Poecilopsetta megalepis
2309. Poecilopsetta natalensis
2310. Poecilopsetta normani
2311. Poecilopsetta pectoralis
2312. Poecilopsetta plinthus
2313. Poecilopsetta praelonga
2314. Poecilopsetta vaynei
2315. Poecilopsetta zanzibarensis
2316. Poecilothrissa centralis
2317. Pogobrama barbatula
2318. Pogoneleotris heterolepis
2319. Pogonias cromis
2320. Pogonichthys ciscoides
2321. Pogonichthys macrolepidotus
2322. Pogonolycus elegans
2323. Pogonolycus marinae
2324. Pogonoperca ocellata
2325. Pogonoperca punctata
2326. Pogonophryne albipinna
2327. Pogonophryne barsukovi
2328. Pogonophryne cerebropogon
2329. Pogonophryne dewitti
2330. Pogonophryne eakini
2331. Pogonophryne fusca
2332. Pogonophryne immaculata
2333. Pogonophryne lanceobarbata
2334. Pogonophryne macropogon
2335. Pogonophryne marmorata
2336. Pogonophryne mentella
2337. Pogonophryne orangiensis
2338. Pogonophryne permitini
2339. Pogonophryne platypogon
2340. Pogonophryne scotti
2341. Pogonophryne squamibarbata
2342. Pogonophryne ventrimaculata
2343. Pogonopoma obscurum
2344. Pogonopoma parahybae
2345. Pogonopoma wertheimeri
2346. Pogonoscorpius sechellensis
2347. Pollachius pollachius
2348. Pollachius virens
2349. Pollichthys mauli
2350. Pollimyrus adspersus
2351. Pollimyrus brevis
2352. Pollimyrus castelnaui
2353. Pollimyrus isidori fasciaticeps
2354. Pollimyrus isidori isidori
2355. Pollimyrus isidori osborni
2356. Pollimyrus maculipinnis
2357. Pollimyrus marchei
2358. Pollimyrus marianne
2359. Pollimyrus nigricans
2360. Pollimyrus nigripinnis
2361. Pollimyrus pedunculatus
2362. Pollimyrus petherici
2363. Pollimyrus petricolus
2364. Pollimyrus plagiostoma
2365. Pollimyrus pulverulentus
2366. Pollimyrus schreyeni
2367. Pollimyrus stappersii kapangae
2368. Pollimyrus stappersii stappersii
2369. Pollimyrus tumifrons
2370. Polyacanthonotus africanus
2371. Polyacanthonotus challengeri
2372. Polyacanthonotus merretti
2373. Polyacanthonotus rissoanus
2374. Polyamblyodon germanum
2375. Polyamblyodon gibbosum
2376. Polycentropsis abbreviata
2377. Polycentrus schomburgkii
2378. Polydactylus approximans
2379. Polydactylus bifurcus
2380. Polydactylus longipes
2381. Polydactylus macrochir
2382. Polydactylus macrophthalmus
2383. Polydactylus malagasyensis
2384. Polydactylus microstomus
2385. Polydactylus mullani
2386. Polydactylus multiradiatus
2387. Polydactylus nigripinnis
2388. Polydactylus octonemus
2389. Polydactylus oligodon
2390. Polydactylus opercularis
2391. Polydactylus persicus
2392. Polydactylus plebeius
2393. Polydactylus quadrifilis
2394. Polydactylus sexfilis
2395. Polydactylus sextarius
2396. Polydactylus siamensis
2397. Polydactylus virginicus
2398. Polyipnus aquavitus
2399. Polyipnus asper
2400. Polyipnus asteroides
2401. Polyipnus bruuni
2402. Polyipnus clarus
2403. Polyipnus danae
2404. Polyipnus elongatus
2405. Polyipnus fraseri
2406. Polyipnus indicus
2407. Polyipnus inermis
2408. Polyipnus kiwiensis
2409. Polyipnus laternatus
2410. Polyipnus latirastrus
2411. Polyipnus limatulus
2412. Polyipnus matsubarai
2413. Polyipnus meteori
2414. Polyipnus nuttingi
2415. Polyipnus oluolus
2416. Polyipnus omphus
2417. Polyipnus ovatus
2418. Polyipnus parini
2419. Polyipnus paxtoni
2420. Polyipnus polli
2421. Polyipnus ruggeri
2422. Polyipnus soelae
2423. Polyipnus spinifer
2424. Polyipnus spinosus
2425. Polyipnus stereope
2426. Polyipnus surugaensis
2427. Polyipnus tridentifer
2428. Polyipnus triphanos
2429. Polyipnus unispinus
2430. Polylepion cruentum
2431. Polylepion russelli
2432. Polymetme andriashevi
2433. Polymetme corythaeola
2434. Polymetme elongata
2435. Polymetme illustris
2436. Polymetme surugaensis
2437. Polymetme thaeocoryla
2438. Polymixia berndti
2439. Polymixia busakhini
2440. Polymixia fusca
2441. Polymixia japonica
2442. Polymixia longispina
2443. Polymixia lowei
2444. Polymixia nobilis
2445. Polymixia salagomeziensis
2446. Polymixia sazonovi
2447. Polymixia yuri
2448. Polynemus aquilonaris
2449. Polynemus bidentatus
2450. Polynemus dubius
2451. Polynemus hornadayi
2452. Polynemus kapuasensis
2453. Polynemus melanochir dulcis
2454. Polynemus melanochir melanochir
2455. Polynemus multifilis
2456. Polynemus paradiseus
2457. Polyodon spathula
2458. Polypera simushirae
2459. Polyplacapros tyleri
2460. Polyprion americanus
2461. Polyprion moeone
2462. Polyprion oxygeneios
2463. Polyprion yanezi
2464. Polypterus ansorgii
2465. Polypterus bichir bichir
2466. Polypterus bichir katangae
2467. Polypterus bichir lapradei
2468. Polypterus delhezi
2469. Polypterus endlicheri congicus
2470. Polypterus endlicheri endlicheri
2471. Polypterus mokelembembe
2472. Polypterus ornatipinnis
2473. Polypterus palmas buettikoferi
2474. Polypterus palmas palmas
2475. Polypterus palmas polli
2476. Polypterus retropinnis
2477. Polypterus senegalus meridionalis
2478. Polypterus senegalus senegalus
2479. Polypterus teugelsi
2480. Polypterus weeksii
2481. Polyspina piosae
2482. Polyspondylogobius sinensis
2483. Polysteganus baissaci
2484. Polysteganus coeruleopunctatus
2485. Polysteganus praeorbitalis
2486. Polysteganus undulosus
2487. Pomacanthus annularis
2488. Pomacanthus arcuatus
2489. Pomacanthus asfur
2490. Pomacanthus chrysurus
2491. Pomacanthus imperator
2492. Pomacanthus maculosus
2493. Pomacanthus navarchus
2494. Pomacanthus paru
2495. Pomacanthus rhomboides
2496. Pomacanthus semicirculatus
2497. Pomacanthus sexstriatus
2498. Pomacanthus xanthometopon
2499. Pomacanthus zonipectus
2500. Pomacentrus adelus
2501. Pomacentrus agassizii
2502. Pomacentrus albicaudatus
2503. Pomacentrus albimaculus
2504. Pomacentrus alexanderae
2505. Pomacentrus alleni
2506. Pomacentrus amboinensis
2507. Pomacentrus aquilus
2508. Pomacentrus arabicus
2509. Pomacentrus armillatus
2510. Pomacentrus atriaxillaris
2511. Pomacentrus aurifrons
2512. Pomacentrus auriventris
2513. Pomacentrus australis
2514. Pomacentrus azuremaculatus
2515. Pomacentrus baenschi
2516. Pomacentrus bankanensis
2517. Pomacentrus bintanensis
2518. Pomacentrus bipunctatus
2519. Pomacentrus brachialis
2520. Pomacentrus burroughi
2521. Pomacentrus caeruleopunctatus
2522. Pomacentrus caeruleus
2523. Pomacentrus callainus
2524. Pomacentrus chrysurus
2525. Pomacentrus coelestis
2526. Pomacentrus colini
2527. Pomacentrus cuneatus
2528. Pomacentrus emarginatus
2529. Pomacentrus fuscidorsalis
2530. Pomacentrus geminospilus
2531. Pomacentrus grammorhynchus
2532. Pomacentrus imitator
2533. Pomacentrus indicus
2534. Pomacentrus javanicus
2535. Pomacentrus komodoensis
2536. Pomacentrus lepidogenys
2537. Pomacentrus leptus
2538. Pomacentrus limosus
2539. Pomacentrus littoralis
2540. Pomacentrus melanochir
2541. Pomacentrus microspilus
2542. Pomacentrus milleri
2543. Pomacentrus moluccensis
2544. Pomacentrus nagasakiensis
2545. Pomacentrus nigromanus
2546. Pomacentrus nigromarginatus
2547. Pomacentrus opisthostigma
2548. Pomacentrus pavo
2549. Pomacentrus philippinus
2550. Pomacentrus pikei
2551. Pomacentrus polyspinus
2552. Pomacentrus proteus
2553. Pomacentrus reidi
2554. Pomacentrus rodriguesensis
2555. Pomacentrus saksonoi
2556. Pomacentrus similis
2557. Pomacentrus simsiang
2558. Pomacentrus smithi
2559. Pomacentrus spilotoceps
2560. Pomacentrus stigma
2561. Pomacentrus sulfureus
2562. Pomacentrus taeniometopon
2563. Pomacentrus trichourus
2564. Pomacentrus trilineatus
2565. Pomacentrus tripunctatus
2566. Pomacentrus vaiuli
2567. Pomacentrus wardi
2568. Pomacentrus xanthosternus
2569. Pomacentrus yoshii
2570. Pomachromis exilis
2571. Pomachromis guamensis
2572. Pomachromis richardsoni
2573. Pomadasys aheneus
2574. Pomadasys andamanensis
2575. Pomadasys argenteus
2576. Pomadasys argyreus
2577. Pomadasys auritus
2578. Pomadasys bayanus
2579. Pomadasys bipunctatus
2580. Pomadasys branickii
2581. Pomadasys commersonnii
2582. Pomadasys corvinaeformis
2583. Pomadasys crocro
2584. Pomadasys empherus
2585. Pomadasys furcatus
2586. Pomadasys guoraca
2587. Pomadasys hasta
2588. Pomadasys incisus
2589. Pomadasys jubelini
2590. Pomadasys kaakan
2591. Pomadasys laurentino
2592. Pomadasys macracanthus
2593. Pomadasys maculatus
2594. Pomadasys multimaculatum
2595. Pomadasys olivaceus
2596. Pomadasys panamensis
2597. Pomadasys perotaei
2598. Pomadasys punctulatus
2599. Pomadasys quadrilineatus
2600. Pomadasys rogerii
2601. Pomadasys schyrii
2602. Pomadasys striatus
2603. Pomadasys stridens
2604. Pomadasys suillus
2605. Pomadasys taeniatus
2606. Pomadasys trifasciatus
2607. Pomadasys unimaculatus
2608. Pomatomus saltatrix
2609. Pomatoschistus bathi
2610. Pomatoschistus canestrinii
2611. Pomatoschistus knerii
2612. Pomatoschistus lozanoi
2613. Pomatoschistus marmoratus
2614. Pomatoschistus microps
2615. Pomatoschistus minutus
2616. Pomatoschistus montenegrensis
2617. Pomatoschistus norvegicus
2618. Pomatoschistus pictus
2619. Pomatoschistus quagga
2620. Pomatoschistus tortonesei
2621. Pomoxis annularis
2622. Pomoxis nigromaculatus
2623. Pontinus accraensis
2624. Pontinus castor
2625. Pontinus clemensi
2626. Pontinus corallinus
2627. Pontinus furcirhinus
2628. Pontinus helena
2629. Pontinus hexanema
2630. Pontinus kuhlii
2631. Pontinus leda
2632. Pontinus longispinis
2633. Pontinus macrocephalus
2634. Pontinus nematophthalmus
2635. Pontinus nigerimum
2636. Pontinus nigropunctatus
2637. Pontinus rathbuni
2638. Pontinus rhodochrous
2639. Pontinus sierra
2640. Pontinus strigatus
2641. Pontinus tentacularis
2642. Pontinus vaughani
2643. Poptella brevispina
2644. Poptella compressa
2645. Poptella longipinnis
2646. Poptella paraguayensis
2647. Porcostoma dentata
2648. Porichthys analis
2649. Porichthys bathoiketes
2650. Porichthys ephippiatus
2651. Porichthys greenei
2652. Porichthys kymosemeum
2653. Porichthys margaritatus
2654. Porichthys mimeticus
2655. Porichthys myriaster
2656. Porichthys notatus
2657. Porichthys oculellus
2658. Porichthys oculofrenum
2659. Porichthys pauciradiatus
2660. Porichthys plectrodon
2661. Porichthys porosissimus
2662. Porochilus argenteus
2663. Porochilus meraukensis
2664. Porochilus obbesi
2665. Porochilus rendahli
2666. Poroclinus rothrocki
2667. Porocottus allisi
2668. Porocottus camtschaticus
2669. Porocottus coronatus
2670. Porocottus japonicus
2671. Porocottus leptosomus
2672. Porocottus mednius
2673. Porocottus minutus
2674. Porocottus quadrifilis
2675. Porocottus tentaculatus
2676. Poroderma africanum
2677. Poroderma pantherinum
2678. Porogadus abyssalis
2679. Porogadus atripectus
2680. Porogadus catena
2681. Porogadus gracilis
2682. Porogadus guentheri
2683. Porogadus longiceps
2684. Porogadus melampeplus
2685. Porogadus melanocephalus
2686. Porogadus miles
2687. Porogadus nudus
2688. Porogadus silus
2689. Porogadus subarmatus
2690. Porogadus trichiurus
2691. Porogobius schlegelii
2692. Poromitra capito
2693. Poromitra crassa
2694. Poromitra crassiceps
2695. Poromitra gibbsi
2696. Poromitra megalops
2697. Poromitra oscitans
2698. Poromitra unicornis
2699. Poropanchax hannerzi
2700. Poropanchax myersi
2701. Poropanchax stigmatopygus
2702. Poropuntius alloiopleurus
2703. Poropuntius angustus
2704. Poropuntius bantamensis
2705. Poropuntius birtwistlei
2706. Poropuntius bolovenensis
2707. Poropuntius burtoni
2708. Poropuntius carinatus
2709. Poropuntius chondrorhynchus
2710. Poropuntius chonglingchungi
2711. Poropuntius clavatus
2712. Poropuntius cogginii
2713. Poropuntius consternans
2714. Poropuntius deauratus
2715. Poropuntius exiguus
2716. Poropuntius faucis
2717. Poropuntius fuxianhuensis
2718. Poropuntius genyognathus
2719. Poropuntius hampaloides
2720. Poropuntius hathe
2721. Poropuntius heterolepidotus
2722. Poropuntius huangchuchieni
2723. Poropuntius huguenini
2724. Poropuntius ikedai
2725. Poropuntius kontumensis
2726. Poropuntius krempfi
2727. Poropuntius laoensis
2728. Poropuntius lobocheiloides
2729. Poropuntius malcolmi
2730. Poropuntius margarianus
2731. Poropuntius melanogrammus
2732. Poropuntius normani
2733. Poropuntius opisthoptera
2734. Poropuntius scapanognathus
2735. Poropuntius shanensis
2736. Poropuntius smedleyi
2737. Poropuntius solitus
2738. Poropuntius speleops
2739. Poropuntius susanae
2740. Poropuntius tawarensis
2741. Porotergus gimbeli
2742. Porotergus gymnotus
2743. Posidonichthys hutchinsi
2744. Potamalosa richmondia
2745. Potamarius grandoculis
2746. Potamarius izabalensis
2747. Potamarius nelsoni
2748. Potamarius usumacintae
2749. Potamobatrachus trispinosus
2750. Potamorhina altamazonica
2751. Potamorhina laticeps
2752. Potamorhina latior
2753. Potamorhina pristigaster
2754. Potamorhina squamoralevis
2755. Potamorrhaphis eigenmanni
2756. Potamorrhaphis guianensis
2757. Potamorrhaphis petersi
2758. Potamothrissa acutirostris
2759. Potamothrissa obtusirostris
2760. Potamothrissa whiteheadi
2761. Potamotrygon boesemani
2762. Potamotrygon brachyura
2763. Potamotrygon castexi
2764. Potamotrygon constellata
2765. Potamotrygon falkneri
2766. Potamotrygon henlei
2767. Potamotrygon hystrix
2768. Potamotrygon leopoldi
2769. Potamotrygon magdalenae
2770. Potamotrygon marinae
2771. Potamotrygon motoro
2772. Potamotrygon ocellata
2773. Potamotrygon orbignyi
2774. Potamotrygon schroederi
2775. Potamotrygon schuhmacheri
2776. Potamotrygon scobina
2777. Potamotrygon signata
2778. Potamotrygon yepezi
2779. Powellichthys ventriosus
2780. Praealticus bilineatus
2781. Praealticus caesius
2782. Praealticus dayi
2783. Praealticus labrovittatus
2784. Praealticus margaritarius
2785. Praealticus margaritatus
2786. Praealticus multistriatus
2787. Praealticus natalis
2788. Praealticus oortii
2789. Praealticus poptae
2790. Praealticus semicrenatus
2791. Praealticus striatus
2792. Praealticus tanegasimae
2793. Praealticus triangulus
2794. Praematoliparis anarthractae
2795. Premnas biaculeatus
2796. Priacanthus alalaua
2797. Priacanthus arenatus
2798. Priacanthus blochii
2799. Priacanthus fitchi
2800. Priacanthus hamrur
2801. Priacanthus macracanthus
2802. Priacanthus meeki
2803. Priacanthus nasca
2804. Priacanthus prolixus
2805. Priacanthus sagittarius
2806. Priacanthus tayenus
2807. Priacanthus zaiserae
2808. Priapella bonita
2809. Priapella chamulae
2810. Priapella compressa
2811. Priapella intermedia
2812. Priapella olmecae
2813. Priapichthys annectens
2814. Priapichthys caliensis
2815. Priapichthys chocoensis
2816. Priapichthys darienensis
2817. Priapichthys nigroventralis
2818. Priapichthys panamensis
2819. Priapichthys puetzi
2820. Prietella lundbergi
2821. Prietella phreatophila
2822. Priocharax ariel
2823. Priocharax pygmaeus
2824. Priolepis agrena
2825. Priolepis ailina
2826. Priolepis aithiops
2827. Priolepis anthioides
2828. Priolepis ascensionis
2829. Priolepis aureoviridis
2830. Priolepis boreus
2831. Priolepis cinctus
2832. Priolepis compita
2833. Priolepis dawsoni
2834. Priolepis eugenius
2835. Priolepis fallacincta
2836. Priolepis farcimen
2837. Priolepis goldshmidtae
2838. Priolepis hipoliti
2839. Priolepis inhaca
2840. Priolepis kappa
2841. Priolepis latifascima
2842. Priolepis limbatosquamis
2843. Priolepis nocturna
2844. Priolepis nuchifasciata
2845. Priolepis pallidicincta
2846. Priolepis profunda
2847. Priolepis psygmophilia
2848. Priolepis randalli
2849. Priolepis robinsi
2850. Priolepis semidoliata
2851. Priolepis squamogena
2852. Priolepis sticta
2853. Priolepis triops
2854. Priolepis vexilla
2855. Priolepis winterbottomi
2856. Prionace glauca
2857. Prionobrama filigera
2858. Prionobrama paraguayensis
2859. Prionobutis dasyrhynchus
2860. Prionobutis microps
2861. Prionodraco evansii
2862. Prionotus alatus
2863. Prionotus albirostris
2864. Prionotus beanii
2865. Prionotus birostratus
2866. Prionotus carolinus
2867. Prionotus evolans
2868. Prionotus horrens
2869. Prionotus longispinosus
2870. Prionotus martis
2871. Prionotus miles
2872. Prionotus murielae
2873. Prionotus nudigula
2874. Prionotus ophryas
2875. Prionotus paralatus
2876. Prionotus punctatus
2877. Prionotus roseus
2878. Prionotus rubio
2879. Prionotus ruscarius
2880. Prionotus scitulus
2881. Prionotus stearnsi
2882. Prionotus stephanophrys
2883. Prionotus teaguei
2884. Prionotus tribulus
2885. Prionurus biafraensis
2886. Prionurus chrysurus
2887. Prionurus laticlavius
2888. Prionurus maculatus
2889. Prionurus microlepidotus
2890. Prionurus punctatus
2891. Prionurus scalprum
2892. Pristella maxillaris
2893. Pristigaster cayana
2894. Pristigaster whiteheadi
2895. Pristigenys alta
2896. Pristigenys meyeri
2897. Pristigenys niphonia
2898. Pristigenys serrula
2899. Pristilepis oligolepis
2900. Pristiophorus cirratus
2901. Pristiophorus delicatus
2902. Pristiophorus japonicus
2903. Pristiophorus nudipinnis
2904. Pristiophorus schroederi
2905. Pristipomoides aquilonaris
2906. Pristipomoides argyrogrammicus
2907. Pristipomoides auricilla
2908. Pristipomoides filamentosus
2909. Pristipomoides flavipinnis
2910. Pristipomoides freemani
2911. Pristipomoides macrophthalmus
2912. Pristipomoides multidens
2913. Pristipomoides sieboldii
2914. Pristipomoides typus
2915. Pristipomoides zonatus
2916. Pristis clavata
2917. Pristis microdon
2918. Pristis pectinata
2919. Pristis perotteti
2920. Pristis pristis
2921. Pristis zijsron
2922. Pristobrycon aureus
2923. Pristobrycon calmoni
2924. Pristobrycon careospinus
2925. Pristobrycon maculipinnis
2926. Pristobrycon striolatus
2927. Pristolepis fasciata
2928. Pristolepis grootii
2929. Pristolepis marginata
2930. Pristotis cyanostigma
2931. Pristotis obtusirostris
2932. Probarbus jullieni
2933. Probarbus labeamajor
2934. Probarbus labeaminor
2935. Probolodus heterostomus
2936. Procatopus aberrans
2937. Procatopus lamberti
2938. Procatopus nimbaensis
2939. Procatopus nototaenia
2940. Procatopus schioetzi
2941. Procatopus similis
2942. Procatopus websteri
2943. Procetichthys kreffti
2944. Prochilodus argenteus
2945. Prochilodus brevis
2946. Prochilodus britskii
2947. Prochilodus costatus
2948. Prochilodus hartii
2949. Prochilodus lacustris
2950. Prochilodus lineatus
2951. Prochilodus magdalenae
2952. Prochilodus mariae
2953. Prochilodus nigricans
2954. Prochilodus reticulatus
2955. Prochilodus rubrotaeniatus
2956. Prochilodus vimboides
2957. Procottus gotoi
2958. Procottus gurwicii
2959. Procottus jeittelesii
2960. Procottus major
2961. Procypris mera
2962. Procypris rabaudi
2963. Prodontocharax alleni
2964. Prodontocharax howesi
2965. Prodontocharax melanotus
2966. Proeutropiichthys taakree macropthalmos
2967. Proeutropiichthys taakree taakree
2968. Profundulus candalarius
2969. Profundulus guatemalensis
2970. Profundulus hildebrandi
2971. Profundulus labialis
2972. Profundulus oaxacae
2973. Profundulus punctatus
2974. Prognathodes aculeatus
2975. Prognathodes aya
2976. Prognathodes brasiliensis
2977. Prognathodes carlhubbsi
2978. Prognathodes dichrous
2979. Prognathodes falcifer
2980. Prognathodes guezei
2981. Prognathodes guyanensis
2982. Prognathodes guyotensis
2983. Prognathodes marcellae
2984. Prognathodes obliquus
2985. Prognatholiparis ptychomandibularis
2986. Prognichthys brevipinnis
2987. Prognichthys gibbifrons
2988. Prognichthys glaphyrae
2989. Prognichthys occidentalis
2990. Prognichthys sealei
2991. Prognichthys tringa
2992. Prolabeo batesi
2993. Prolabeops melanhypopterus
2994. Prolabeops nyongensis
2995. Prolatilus jugularis
2996. Proloricaria prolixa
2997. Promethichthys prometheus
2998. Promyllantor adenensis
2999. Promyllantor atlanticus
3000. Promyllantor purpureus
3001. Pronotogrammus eos
3002. Pronotogrammus martinicensis
3003. Pronotogrammus multifasciatus
3004. Propherallodus briggsi
3005. Propimelodus araguayae
3006. Propimelodus caesius
3007. Propimelodus eigenmanni
3008. Prorivulus auriferus
3009. Proscyllium habereri
3010. Proscyllium magnificum
3011. Proscyllium venustum
3012. Proscymnodon macracanthus
3013. Proscymnodon plunketi
3014. Prosopium abyssicola
3015. Prosopium coulterii
3016. Prosopium cylindraceum
3017. Prosopium gemmifer
3018. Prosopium spilonotus
3019. Prosopium williamsoni
3020. Prosoproctus pataecus
3021. Protammodytes brachistos
3022. Protammodytes sarisa
3023. Protemblemaria bicirrus
3024. Protemblemaria perla
3025. Protemblemaria punctata
3026. Proteracanthus sarissophorus
3027. Proterorhinus marmoratus
3028. Proterorhinus semipellucidus
3029. Proterorhinus tataricus
3030. Protoblepharon rosenblatti
3031. Protocobitis polylepis
3032. Protocobitis typhlops
3033. Protogobius attiti
3034. Protogrammus antipodus
3035. Protogrammus sousai
3036. Protomelas annectens
3037. Protomelas dejunctus
3038. Protomelas fenestratus
3039. Protomelas insignis
3040. Protomelas kirkii
3041. Protomelas labridens
3042. Protomelas macrodon
3043. Protomelas marginatus marginatus
3044. Protomelas marginatus vuae
3045. Protomelas pleurotaenia
3046. Protomelas similis
3047. Protomelas spilonotus
3048. Protomelas spilopterus
3049. Protomelas taeniolatus
3050. Protomelas triaenodon
3051. Protomelas virgatus
3052. Protomyctophum andriashevi
3053. Protomyctophum arcticum
3054. Protomyctophum beckeri
3055. Protomyctophum bolini
3056. Protomyctophum chilense
3057. Protomyctophum choriodon
3058. Protomyctophum crockeri
3059. Protomyctophum gemmatum
3060. Protomyctophum luciferum
3061. Protomyctophum normani
3062. Protomyctophum parallelum
3063. Protomyctophum subparallelum
3064. Protomyctophum tenisoni
3065. Protomyctophum thompsoni
3066. Protomyzon aphelocheilus
3067. Protomyzon borneensis
3068. Protomyzon griswoldi
3069. Protomyzon pachychilus
3070. Protomyzon whiteheadi
3071. Protonemacheilus longipectoralis
3072. Protonibea diacanthus
3073. Protopterus aethiopicus aethiopicus
3074. Protopterus aethiopicus congicus
3075. Protopterus aethiopicus mesmaekersi
3076. Protopterus amphibius
3077. Protopterus annectens annectens
3078. Protopterus annectens brieni
3079. Protopterus dolloi
3080. Protosalanx chinensis
3081. Protosalanx hyalocranius
3082. Protosciaena trewavasae
3083. Prototroctes maraena
3084. Prototroctes oxyrhynchus
3085. Psalidodon gymnodontus
3086. Psammobatis bergi
3087. Psammobatis extenta
3088. Psammobatis lentiginosa
3089. Psammobatis normani
3090. Psammobatis parvacauda
3091. Psammobatis rudis
3092. Psammobatis rutrum
3093. Psammobatis scobina
3094. Psammodiscus ocellatus
3095. Psammogobius biocellatus
3096. Psammogobius knysnaensis
3097. Psammoperca waigiensis
3098. Psammphiletria delicata
3099. Psammphiletria nasuta
3100. Psectrogaster amazonica
3101. Psectrogaster ciliata
3102. Psectrogaster curviventris
3103. Psectrogaster essequibensis
3104. Psectrogaster falcata
3105. Psectrogaster rhomboides
3106. Psectrogaster rutiloides
3107. Psectrogaster saguiru
3108. Psednos andriashevi
3109. Psednos anoderkes
3110. Psednos balushkini
3111. Psednos barnardi
3112. Psednos carolinae
3113. Psednos cathetostomus
3114. Psednos christinae
3115. Psednos delawarei
3116. Psednos dentatus
3117. Psednos gelatinosus
3118. Psednos griseus
3119. Psednos groenlandicus
3120. Psednos harteli
3121. Psednos islandicus
3122. Psednos melanocephalus
3123. Psednos mexicanus
3124. Psednos microps
3125. Psednos micruroides
3126. Psednos micrurus
3127. Psednos mirabilis
3128. Psednos nataliae
3129. Psednos pallidus
3130. Psednos sargassicus
3131. Psednos spirohira
3132. Psednos steini
3133. Psednos whitleyi
3134. Psellogrammus kennedyi
3135. Psenes arafurensis
3136. Psenes cyanophrys
3137. Psenes maculatus
3138. Psenes pellucidus
3139. Psenes sio
3140. Psenopsis anomala
3141. Psenopsis cyanea
3142. Psenopsis humerosa
3143. Psenopsis intermedia
3144. Psenopsis obscura
3145. Psenopsis shojimai
3146. Psephurus gladius
3147. Psetta maeotica
3148. Psetta maxima
3149. Psettichthys melanostictus
3150. Psettina brevirictis
3151. Psettina filimana
3152. Psettina gigantea
3153. Psettina hainanensis
3154. Psettina iijimae
3155. Psettina multisquamea
3156. Psettina profunda
3157. Psettina senta
3158. Psettina tosana
3159. Psettina variegata
3160. Psettodes belcheri
3161. Psettodes bennettii
3162. Psettodes erumei
3163. Pseudacanthicus fordii
3164. Pseudacanthicus histrix
3165. Pseudacanthicus leopardus
3166. Pseudacanthicus serratus
3167. Pseudacanthicus spinosus
3168. Pseudalectrias tarasovi
3169. Pseudalutarius nasicornis
3170. Pseudambassis alleni
3171. Pseudambassis baculis
3172. Pseudambassis roberti
3173. Pseudamia amblyuroptera
3174. Pseudamia gelatinosa
3175. Pseudamia hayashii
3176. Pseudamia nigra
3177. Pseudamia rubra
3178. Pseudamia tarri
3179. Pseudamia zonata
3180. Pseudamiops diaphanes
3181. Pseudamiops gracilicauda
3182. Pseudamiops pellucidus
3183. Pseudamiops phasma
3184. Pseudancistrus barbatus
3185. Pseudancistrus brevispinis
3186. Pseudancistrus coquenani
3187. Pseudancistrus depressus
3188. Pseudancistrus genisetiger
3189. Pseudancistrus guentheri
3190. Pseudancistrus longispinis
3191. Pseudancistrus luderwaldti
3192. Pseudancistrus niger
3193. Pseudancistrus nigrescens
3194. Pseudancistrus orinoco
3195. Pseudancistrus papariae
3196. Pseudancistrus pectegenitor
3197. Pseudancistrus reus
3198. Pseudancistrus sidereus
3199. Pseudancistrus yekuana
3200. Pseudanos gracilis
3201. Pseudanos irinae
3202. Pseudanos trimaculatus
3203. Pseudanos winterbottomi
3204. Pseudanthias albofasciatus
3205. Pseudanthias aurulentus
3206. Pseudanthias bartlettorum
3207. Pseudanthias bicolor
3208. Pseudanthias bimaculatus
3209. Pseudanthias caesiopercula
3210. Pseudanthias calloura
3211. Pseudanthias carlsoni
3212. Pseudanthias caudalis
3213. Pseudanthias charleneae
3214. Pseudanthias cichlops
3215. Pseudanthias connelli
3216. Pseudanthias conspicuus
3217. Pseudanthias cooperi
3218. Pseudanthias dispar
3219. Pseudanthias elongatus
3220. Pseudanthias engelhardi
3221. Pseudanthias evansi
3222. Pseudanthias fasciatus
3223. Pseudanthias flavicauda
3224. Pseudanthias flavoguttatus
3225. Pseudanthias fucinus
3226. Pseudanthias georgei
3227. Pseudanthias heemstrai
3228. Pseudanthias hiva
3229. Pseudanthias huchtii
3230. Pseudanthias hutomoi
3231. Pseudanthias hypselosoma
3232. Pseudanthias ignitus
3233. Pseudanthias kashiwae
3234. Pseudanthias leucozonus
3235. Pseudanthias lori
3236. Pseudanthias lunulatus
3237. Pseudanthias luzonensis
3238. Pseudanthias manadensis
3239. Pseudanthias marcia
3240. Pseudanthias mooreanus
3241. Pseudanthias nobilis
3242. Pseudanthias olivaceus
3243. Pseudanthias parvirostris
3244. Pseudanthias pascalus
3245. Pseudanthias pictilis
3246. Pseudanthias pleurotaenia
3247. Pseudanthias privitera
3248. Pseudanthias pulcherrimus
3249. Pseudanthias randalli
3250. Pseudanthias regalis
3251. Pseudanthias rubrizonatus
3252. Pseudanthias rubrolineatus
3253. Pseudanthias sheni
3254. Pseudanthias smithvanizi
3255. Pseudanthias squamipinnis
3256. Pseudanthias taeniatus
3257. Pseudanthias taira
3258. Pseudanthias thompsoni
3259. Pseudanthias townsendi
3260. Pseudanthias truncatus
3261. Pseudanthias tuka
3262. Pseudanthias venator
3263. Pseudanthias ventralis hawaiiensis
3264. Pseudanthias ventralis ventralis
3265. Pseudanthias xanthomaculatus
3266. Pseudaphritis porosus
3267. Pseudaphritis undulatus
3268. Pseudaphritis urvillii
3269. Pseudaphya ferreri
3270. Pseudapocryptes borneensis
3271. Pseudapocryptes elongatus
3272. Pseudaspius leptocephalus
3273. Pseudauchenipterus affinis
3274. Pseudauchenipterus flavescens
3275. Pseudauchenipterus jequitinhonhae
3276. Pseudauchenipterus nodosus
3277. Pseudecheneis brachyurus
3278. Pseudecheneis crassicauda
3279. Pseudecheneis eddsi
3280. Pseudecheneis gracilis
3281. Pseudecheneis immaculata
3282. Pseudecheneis intermedia
3283. Pseudecheneis longipectoralis
3284. Pseudecheneis maurus
3285. Pseudecheneis paucipunctatus
3286. Pseudecheneis paviei
3287. Pseudecheneis serracula
3288. Pseudecheneis sirenica
3289. Pseudecheneis stenura
3290. Pseudecheneis sulcata
3291. Pseudecheneis sulcatoides
3292. Pseudecheneis suppaetula
3293. Pseudecheneis sympelvica
3294. Pseudecheneis tchangi
3295. Pseudecheneis ukhrulensis
3296. Pseudechidna brummeri
3297. Pseudepapterus cucuhyensis
3298. Pseudepapterus gracilis
3299. Pseudepapterus hasemani
3300. Pseudepiplatys annulatus
3301. Pseudeutropius brachypopterus
3302. Pseudeutropius buchanani
3303. Pseudeutropius moolenburghae
3304. Pseudexostoma brachysoma
3305. Pseudexostoma longipterus
3306. Pseudexostoma yunnanense
3307. Pseudobagarius alfredi
3308. Pseudobagarius baramensis
3309. Pseudobagarius filifer
3310. Pseudobagarius fuscus
3311. Pseudobagarius hardmani
3312. Pseudobagarius inermis
3313. Pseudobagarius leucorhynchus
3314. Pseudobagarius macronemus
3315. Pseudobagarius meridionalis
3316. Pseudobagarius nitidus
3317. Pseudobagarius pseudobagarius
3318. Pseudobagarius similis
3319. Pseudobagarius sinensis
3320. Pseudobagrus adiposalis
3321. Pseudobagrus albomarginatus
3322. Pseudobagrus analis
3323. Pseudobagrus aurantiacus
3324. Pseudobagrus brachyrhabdion
3325. Pseudobagrus brevianalis
3326. Pseudobagrus brevicaudatus
3327. Pseudobagrus emarginatus
3328. Pseudobagrus eupogoides
3329. Pseudobagrus fui
3330. Pseudobagrus gracilis
3331. Pseudobagrus henryi
3332. Pseudobagrus hoi
3333. Pseudobagrus hwanghoensis
3334. Pseudobagrus kaifenensis
3335. Pseudobagrus koreanus
3336. Pseudobagrus kyphus
3337. Pseudobagrus medianalis
3338. Pseudobagrus mica
3339. Pseudobagrus nitidus
3340. Pseudobagrus nubilosus
3341. Pseudobagrus omeihensis
3342. Pseudobagrus ondon
3343. Pseudobagrus pratti
3344. Pseudobagrus ransonnettii
3345. Pseudobagrus rendahli
3346. Pseudobagrus sinyanensis
3347. Pseudobagrus taeniatus
3348. Pseudobagrus taiwanensis
3349. Pseudobagrus tenuis
3350. Pseudobagrus tokiensis
3351. Pseudobagrus trilineatus
3352. Pseudobagrus truncatus
3353. Pseudobagrus virgatus
3354. Pseudobagrus wangi
3355. Pseudobagrus wittenburgii
3356. Pseudobalistes flavimarginatus
3357. Pseudobalistes fuscus
3358. Pseudobalistes naufragium
3359. Pseudobarbus afer
3360. Pseudobarbus asper
3361. Pseudobarbus burchelli
3362. Pseudobarbus burgi
3363. Pseudobarbus phlegethon
3364. Pseudobarbus quathlambae
3365. Pseudobarbus tenuis
3366. Pseudobathylagus milleri
3367. Pseudoblennius argenteus
3368. Pseudoblennius cottoides
3369. Pseudoblennius marmoratus
3370. Pseudoblennius percoides
3371. Pseudoblennius totomius
3372. Pseudoblennius zonostigma
3373. Pseudobrama simoni
3374. Pseudocalliurichthys brevianalis
3375. Pseudocalliurichthys ikedai
3376. Pseudocaranx chilensis
3377. Pseudocaranx dentex
3378. Pseudocaranx dinjerra
3379. Pseudocaranx wrighti
3380. Pseudocarcharias kamoharai
3381. Pseudocepola taeniosoma
3382. Pseudocetonurus septifer
3383. Pseudochaenichthys georgianus
3384. Pseudochalceus bohlkei
3385. Pseudochalceus kyburzi
3386. Pseudochalceus lineatus
3387. Pseudochalceus longianalis
3388. Pseudocheilinops ataenia
3389. Pseudocheilinus citrinus
3390. Pseudocheilinus dispilus
3391. Pseudocheilinus evanidus
3392. Pseudocheilinus hexataenia
3393. Pseudocheilinus ocellatus
3394. Pseudocheilinus octotaenia
3395. Pseudocheilinus tetrataenia
3396. Pseudocheirodon arnoldi
3397. Pseudocheirodon terrabae
3398. Pseudochromis aldabraensis
3399. Pseudochromis andamanensis
3400. Pseudochromis aurulentus
3401. Pseudochromis bitaeniatus
3402. Pseudochromis caudalis
3403. Pseudochromis coccinicauda
3404. Pseudochromis colei
3405. Pseudochromis cometes
3406. Pseudochromis cyanotaenia
3407. Pseudochromis dilectus
3408. Pseudochromis dixurus
3409. Pseudochromis dutoiti
3410. Pseudochromis elongatus
3411. Pseudochromis flammicauda
3412. Pseudochromis flavivertex
3413. Pseudochromis flavopunctatus
3414. Pseudochromis fowleri
3415. Pseudochromis fridmani
3416. Pseudochromis fuscus
3417. Pseudochromis howsoni
3418. Pseudochromis jace
3419. Pseudochromis jamesi
3420. Pseudochromis kolythrus
3421. Pseudochromis leucorhynchus
3422. Pseudochromis linda
3423. Pseudochromis litus
3424. Pseudochromis luteus
3425. Pseudochromis magnificus
3426. Pseudochromis marginatus
3427. Pseudochromis marshallensis
3428. Pseudochromis melanotus
3429. Pseudochromis melas
3430. Pseudochromis moorei
3431. Pseudochromis natalensis
3432. Pseudochromis nigrovittatus
3433. Pseudochromis olivaceus
3434. Pseudochromis omanensis
3435. Pseudochromis paranox
3436. Pseudochromis persicus
3437. Pseudochromis perspicillatus
3438. Pseudochromis pesi
3439. Pseudochromis pictus
3440. Pseudochromis polynemus
3441. Pseudochromis punctatus
3442. Pseudochromis pylei
3443. Pseudochromis quinquedentatus
3444. Pseudochromis ransonneti
3445. Pseudochromis reticulatus
3446. Pseudochromis sankeyi
3447. Pseudochromis splendens
3448. Pseudochromis springeri
3449. Pseudochromis steenei
3450. Pseudochromis striatus
3451. Pseudochromis tapeinosoma
3452. Pseudochromis tauberae
3453. Pseudochromis viridis
3454. Pseudochromis wilsoni
3455. Pseudochromis xanthochir
3456. Pseudocoris aequalis
3457. Pseudocoris aurantiofasciata
3458. Pseudocoris bleekeri
3459. Pseudocoris heteroptera
3460. Pseudocoris ocellata
3461. Pseudocoris yamashiroi
3462. Pseudocorynopoma doriae
3463. Pseudocorynopoma heterandria
3464. Pseudocrenilabrus multicolor multicolor
3465. Pseudocrenilabrus multicolor victoriae
3466. Pseudocrenilabrus nicholsi
3467. Pseudocrenilabrus philander dispersus
3468. Pseudocrenilabrus philander luebberti
3469. Pseudocrenilabrus philander philander
3470. Pseudocurimata boehlkei
3471. Pseudocurimata boulengeri
3472. Pseudocurimata lineopunctata
3473. Pseudocurimata patiae
3474. Pseudocurimata peruana
3475. Pseudocurimata troschelii
3476. Pseudocyttus maculatus
3477. Pseudodax moluccanus
3478. Pseudogastromyzon buas
3479. Pseudogastromyzon changtingensis changtingensis
3480. Pseudogastromyzon changtingensis tungpeiensis
3481. Pseudogastromyzon cheni
3482. Pseudogastromyzon daon
3483. Pseudogastromyzon elongata
3484. Pseudogastromyzon fangi
3485. Pseudogastromyzon fasciatus
3486. Pseudogastromyzon laticeps
3487. Pseudogastromyzon lianjiangensis
3488. Pseudogastromyzon loos
3489. Pseudogastromyzon meihuashanensis
3490. Pseudogastromyzon myersi
3491. Pseudogastromyzon peristictus
3492. Pseudogilbia sanblasensis
3493. Pseudoginglymostoma brevicaudatum
3494. Pseudogobio banggiangensis
3495. Pseudogobio esocinus
3496. Pseudogobio guilinensis
3497. Pseudogobio vaillanti
3498. Pseudogobius avicennia
3499. Pseudogobius isognathus
3500. Pseudogobius javanicus
3501. Pseudogobius masago
3502. Pseudogobius melanostictus
3503. Pseudogobius olorum
3504. Pseudogobius poicilosoma
3505. Pseudogramma astigmum
3506. Pseudogramma australis
3507. Pseudogramma axelrodi
3508. Pseudogramma erythreum
3509. Pseudogramma gregoryi
3510. Pseudogramma guineensis
3511. Pseudogramma megamycterum
3512. Pseudogramma pectoralis
3513. Pseudogramma polyacanthum
3514. Pseudogramma thaumasium
3515. Pseudogramma xanthum
3516. Pseudohemiculter dispar
3517. Pseudohemiculter hainanensis
3518. Pseudohemiculter kweichowensis
3519. Pseudohemiculter pacboensis
3520. Pseudohemiodon amazonum
3521. Pseudohemiodon apithanos
3522. Pseudohemiodon devincenzii
3523. Pseudohemiodon lamina
3524. Pseudohemiodon laticeps
3525. Pseudohemiodon platycephalus
3526. Pseudohemiodon thorectes
3527. Pseudohomaloptera tatereganii
3528. Pseudohowella intermedia
3529. Pseudojuloides argyreogaster
3530. Pseudojuloides atavai
3531. Pseudojuloides cerasinus
3532. Pseudojuloides elongatus
3533. Pseudojuloides erythrops
3534. Pseudojuloides inornatus
3535. Pseudojuloides kaleidos
3536. Pseudojuloides mesostigma
3537. Pseudojuloides pyrius
3538. Pseudojuloides severnsi
3539. Pseudojuloides xanthomos
3540. Pseudolabrus biserialis
3541. Pseudolabrus eoethinus
3542. Pseudolabrus fuentesi
3543. Pseudolabrus gayi
3544. Pseudolabrus guentheri
3545. Pseudolabrus japonicus
3546. Pseudolabrus luculentus
3547. Pseudolabrus miles
3548. Pseudolabrus rubicundus
3549. Pseudolabrus semifasciatus
3550. Pseudolabrus sieboldi
3551. Pseudolabrus torotai
3552. Pseudolaguvia ferula
3553. Pseudolaguvia foveolata
3554. Pseudolaguvia inornata
3555. Pseudolaguvia kapuri
3556. Pseudolaguvia muricata
3557. Pseudolaguvia ribeiroi
3558. Pseudolaguvia shawi
3559. Pseudolaguvia tenebricosa
3560. Pseudolaguvia tuberculata
3561. Pseudolais micronemus
3562. Pseudolais pleurotaenia
3563. Pseudolaubuca engraulis
3564. Pseudolaubuca hotaya
3565. Pseudolaubuca jouyi
3566. Pseudolaubuca sinensis
3567. Pseudoliparis amblystomopsis
3568. Pseudoliparis belyaevi
3569. Pseudolithoxus anthrax
3570. Pseudolithoxus dumus
3571. Pseudolithoxus nicoi
3572. Pseudolithoxus tigris
3573. Pseudoloricaria laeviuscula
3574. Pseudomancopsetta andriashevi
3575. Pseudomonacanthus elongatus
3576. Pseudomonacanthus macrurus
3577. Pseudomonacanthus peroni
3578. Pseudomugil connieae
3579. Pseudomugil cyanodorsalis
3580. Pseudomugil furcatus
3581. Pseudomugil gertrudae
3582. Pseudomugil inconspicuus
3583. Pseudomugil ivantsoffi
3584. Pseudomugil majusculus
3585. Pseudomugil mellis
3586. Pseudomugil novaeguineae
3587. Pseudomugil paludicola
3588. Pseudomugil paskai
3589. Pseudomugil pellucidus
3590. Pseudomugil reticulatus
3591. Pseudomugil signifer
3592. Pseudomugil tenellus
3593. Pseudomyrophis atlanticus
3594. Pseudomyrophis frio
3595. Pseudomyrophis fugesae
3596. Pseudomyrophis micropinna
3597. Pseudomyrophis nimius
3598. Pseudomystus bomboides
3599. Pseudomystus breviceps
3600. Pseudomystus carnosus
3601. Pseudomystus flavipinnis
3602. Pseudomystus fumosus
3603. Pseudomystus fuscus
3604. Pseudomystus heokhuii
3605. Pseudomystus inornatus
3606. Pseudomystus leiacanthus
3607. Pseudomystus mahakamensis
3608. Pseudomystus moeschii
3609. Pseudomystus myersi
3610. Pseudomystus robustus
3611. Pseudomystus rugosus
3612. Pseudomystus siamensis
3613. Pseudomystus sobrinus
3614. Pseudomystus stenogrammus
3615. Pseudomystus stenomus
3616. Pseudomystus vaillanti
3617. Pseudonezumia cetonuropsis
3618. Pseudonezumia flagellicauda
3619. Pseudonezumia japonicus
3620. Pseudonezumia parvipes
3621. Pseudonezumia pusilla
3622. Pseudonotoliparis rassi
3623. Pseudonus acutus
3624. Pseudonus platycephalus
3625. Pseudonus squamiceps
3626. Pseudopataecus taenianotus
3627. Pseudopentaceros pectoralis
3628. Pseudopentaceros richardsoni
3629. Pseudopentaceros wheeleri
3630. Pseudopercis numida
3631. Pseudopercis semifasciata
3632. Pseudoperilampus monguonensis
3633. Pseudophallus elcapitanensis
3634. Pseudophallus mindii
3635. Pseudophallus starksii
3636. Pseudophichthys splendens
3637. Pseudophoxinus alii
3638. Pseudophoxinus anatolicus
3639. Pseudophoxinus antalyae
3640. Pseudophoxinus battalgili
3641. Pseudophoxinus beoticus
3642. Pseudophoxinus callensis
3643. Pseudophoxinus crassus
3644. Pseudophoxinus drusensis
3645. Pseudophoxinus egridiri
3646. Pseudophoxinus elizavetae
3647. Pseudophoxinus epiroticus
3648. Pseudophoxinus fahirae
3649. Pseudophoxinus firati
3650. Pseudophoxinus handlirschi
3651. Pseudophoxinus hasani
3652. Pseudophoxinus kervillei
3653. Pseudophoxinus maeandri
3654. Pseudophoxinus maeandricus
3655. Pseudophoxinus marathonicus
3656. Pseudophoxinus minutus
3657. Pseudophoxinus ninae
3658. Pseudophoxinus prespensis
3659. Pseudophoxinus punicus
3660. Pseudophoxinus stymphalicus
3661. Pseudophoxinus syriacus
3662. Pseudophoxinus thesproticus
3663. Pseudophoxinus zekayi
3664. Pseudophoxinus zeregi
3665. Pseudophycis bachus
3666. Pseudophycis barbata
3667. Pseudophycis breviuscula
3668. Pseudopimelodus bufonius
3669. Pseudopimelodus charus
3670. Pseudopimelodus mangurus
3671. Pseudopimelodus pulcher
3672. Pseudopimelodus schultzi
3673. Pseudoplatystoma corruscans
3674. Pseudoplatystoma fasciatum
3675. Pseudoplatystoma magdaleniatum
3676. Pseudoplatystoma metaense
3677. Pseudoplatystoma orinocoense
3678. Pseudoplatystoma tigrinum
3679. Pseudoplesiops annae
3680. Pseudoplesiops collare
3681. Pseudoplesiops howensis
3682. Pseudoplesiops immaculatus
3683. Pseudoplesiops knighti
3684. Pseudoplesiops occidentalis
3685. Pseudoplesiops revellei
3686. Pseudoplesiops rosae
3687. Pseudoplesiops typus
3688. Pseudoplesiops wassi
3689. Pseudopleuronectes americanus
3690. Pseudopleuronectes herzensteini
3691. Pseudopleuronectes obscurus
3692. Pseudopleuronectes schrenki
3693. Pseudopleuronectes yokohamae
3694. Pseudopoecilia austrocolumbiana
3695. Pseudopoecilia festae
3696. Pseudopoecilia fria
3697. Pseudopungtungia nigra
3698. Pseudopungtungia tenuicorpus
3699. Pseudoraja fischeri
3700. Pseudorasbora elongata
3701. Pseudorasbora fowleri
3702. Pseudorasbora interrupta
3703. Pseudorasbora parva
3704. Pseudorasbora pumila
3705. Pseudorhinogobius aporus
3706. Pseudorhombus annulatus
3707. Pseudorhombus argus
3708. Pseudorhombus arsius
3709. Pseudorhombus binii
3710. Pseudorhombus cinnamoneus
3711. Pseudorhombus ctenosquamis
3712. Pseudorhombus diplospilus
3713. Pseudorhombus dupliciocellatus
3714. Pseudorhombus elevatus
3715. Pseudorhombus javanicus
3716. Pseudorhombus jenynsii
3717. Pseudorhombus levisquamis
3718. Pseudorhombus malayanus
3719. Pseudorhombus megalops
3720. Pseudorhombus micrognathus
3721. Pseudorhombus natalensis
3722. Pseudorhombus neglectus
3723. Pseudorhombus oculocirris
3724. Pseudorhombus oligodon
3725. Pseudorhombus pentophthalmus
3726. Pseudorhombus polyspilos
3727. Pseudorhombus quinquocellatus
3728. Pseudorhombus russellii
3729. Pseudorhombus spinosus
3730. Pseudorhombus tenuirastrum
3731. Pseudorhombus triocellatus
3732. Pseudorinelepis genibarbis
3733. Pseudoscaphirhynchus fedtschenkoi
3734. Pseudoscaphirhynchus hermanni
3735. Pseudoscaphirhynchus kaufmanni
3736. Pseudoscopelus albeolus
3737. Pseudoscopelus altipinnis
3738. Pseudoscopelus aphos
3739. Pseudoscopelus astronesthidens
3740. Pseudoscopelus australis
3741. Pseudoscopelus bothrorrhinos
3742. Pseudoscopelus cephalus
3743. Pseudoscopelus lavenbergi
3744. Pseudoscopelus microps
3745. Pseudoscopelus obtusifrons
3746. Pseudoscopelus parini
3747. Pseudoscopelus pierbartus
3748. Pseudoscopelus sagamianus
3749. Pseudoscopelus scriptus
3750. Pseudoscopelus scutatus
3751. Pseudoscopelus stellatus
3752. Pseudoscopelus vityazi
3753. Pseudosetipinna haizhouensis
3754. Pseudosimochromis curvifrons
3755. Pseudosphromenus cupanus
3756. Pseudosphromenus dayi
3757. Pseudostegophilus haemomyzon
3758. Pseudostegophilus nemurus
3759. Pseudosynanceia melanostigma
3760. Pseudotatia parva
3761. Pseudotocinclus juquiae
3762. Pseudotocinclus parahybae
3763. Pseudotocinclus tietensis
3764. Pseudotolithus elongatus
3765. Pseudotolithus epipercus
3766. Pseudotolithus moorii
3767. Pseudotolithus senegalensis
3768. Pseudotolithus senegallus
3769. Pseudotolithus typus
3770. Pseudotothyris janeirensis
3771. Pseudotothyris obtusa
3772. Pseudotriacanthus strigilifer
3773. Pseudotriakis microdon
3774. Pseudotrichonotus altivelis
3775. Pseudotrichonotus xanthotaenia
3776. Pseudotropheus ater
3777. Pseudotropheus aurora
3778. Pseudotropheus barlowi
3779. Pseudotropheus crabro
3780. Pseudotropheus cyaneus
3781. Pseudotropheus demasoni
3782. Pseudotropheus elegans
3783. Pseudotropheus elongatus
3784. Pseudotropheus estherae
3785. Pseudotropheus fainzilberi
3786. Pseudotropheus flavus
3787. Pseudotropheus fuscoides
3788. Pseudotropheus fuscus
3789. Pseudotropheus galanos
3790. Pseudotropheus heteropictus
3791. Pseudotropheus lanisticola
3792. Pseudotropheus livingstonii
3793. Pseudotropheus lombardoi
3794. Pseudotropheus longior
3795. Pseudotropheus lucerna
3796. Pseudotropheus macrophthalmus
3797. Pseudotropheus microstoma
3798. Pseudotropheus minutus
3799. Pseudotropheus modestus
3800. Pseudotropheus novemfasciatus
3801. Pseudotropheus purpuratus
3802. Pseudotropheus pursus
3803. Pseudotropheus saulosi
3804. Pseudotropheus socolofi
3805. Pseudotropheus tropheops gracilior
3806. Pseudotropheus tropheops romandi
3807. Pseudotropheus tropheops tropheops
3808. Pseudotropheus tursiops
3809. Pseudotropheus williamsi
3810. Pseudotrypauchen multiradiatus
3811. Pseudotylosurus angusticeps
3812. Pseudotylosurus microps
3813. Pseudovespicula dracaena
3814. Pseudoxenomystax albescens
3815. Pseudoxenomystax nielseni
3816. Pseudupeneus grandisquamis
3817. Pseudupeneus maculatus
3818. Pseudupeneus prayensis
3819. Psilodraco breviceps
3820. Psilogobius mainlandi
3821. Psilogobius prolatus
3822. Psilogobius randalli
3823. Psilorhynchoides arunachalensis
3824. Psilorhynchus amplicephalus
3825. Psilorhynchus balitora
3826. Psilorhynchus gracilis
3827. Psilorhynchus homaloptera
3828. Psilorhynchus microphthalmus
3829. Psilorhynchus pseudecheneis
3830. Psilorhynchus robustus
3831. Psilorhynchus sucatio
3832. Psilotris alepis
3833. Psilotris amblyrhynchus
3834. Psilotris batrachodes
3835. Psilotris boehlkei
3836. Psilotris celsus
3837. Psilotris kaufmani
3838. Psychrolutes inermis
3839. Psychrolutes macrocephalus
3840. Psychrolutes marcidus
3841. Psychrolutes marmoratus
3842. Psychrolutes microporos
3843. Psychrolutes occidentalis
3844. Psychrolutes paradoxus
3845. Psychrolutes phrictus
3846. Psychrolutes sigalutes
3847. Psychrolutes sio
3848. Psychrolutes subspinosus
3849. Ptarmus gallus
3850. Ptarmus jubatus
3851. Pteraclis aesticola
3852. Pteraclis carolinus
3853. Pteraclis velifera
3854. Pteragogus aurigarius
3855. Pteragogus cryptus
3856. Pteragogus enneacanthus
3857. Pteragogus flagellifer
3858. Pteragogus guttatus
3859. Pteragogus pelycus
3860. Pteragogus taeniops
3861. Pterapogon kauderni
3862. Pterapogon mirifica
3863. Ptereleotris arabica
3864. Ptereleotris brachyptera
3865. Ptereleotris calliura
3866. Ptereleotris carinata
3867. Ptereleotris crossogenion
3868. Ptereleotris evides
3869. Ptereleotris grammica
3870. Ptereleotris hanae
3871. Ptereleotris helenae
3872. Ptereleotris heteroptera
3873. Ptereleotris kallista
3874. Ptereleotris lineopinnis
3875. Ptereleotris melanopogon
3876. Ptereleotris microlepis
3877. Ptereleotris monoptera
3878. Ptereleotris randalli
3879. Ptereleotris uroditaenia
3880. Ptereleotris zebra
3881. Pterengraulis atherinoides
3882. Pterobrycon landoni
3883. Pterobrycon myrnae
3884. Pterobunocephalus depressus
3885. Pterobunocephalus dolichurus
3886. Pterocaesio capricornis
3887. Pterocaesio chrysozona
3888. Pterocaesio digramma
3889. Pterocaesio flavifasciata
3890. Pterocaesio lativittata
3891. Pterocaesio marri
3892. Pterocaesio monikae
3893. Pterocaesio pisang
3894. Pterocaesio randalli
3895. Pterocaesio tessellata
3896. Pterocaesio tile
3897. Pterocaesio trilineata
3898. Pterochromis congicus
3899. Pterocryptis afghana
3900. Pterocryptis anomala
3901. Pterocryptis barakensis
3902. Pterocryptis berdmorei
3903. Pterocryptis bokorensis
3904. Pterocryptis buccata
3905. Pterocryptis burmanensis
3906. Pterocryptis cochinchinensis
3907. Pterocryptis crenula
3908. Pterocryptis cucphuongensis
3909. Pterocryptis furnessi
3910. Pterocryptis gangelica
3911. Pterocryptis indicus
3912. Pterocryptis inusitata
3913. Pterocryptis taytayensis
3914. Pterocryptis torrentis
3915. Pterocryptis verecunda
3916. Pterocryptis wynaadensis
3917. Pterodoras granulosus
3918. Pterodoras rivasi
3919. Pterogobius elapoides
3920. Pterogobius virgo
3921. Pterogobius zacalles
3922. Pterogobius zonoleucus
3923. Pterogymnus laniarius
3924. Pteroidichthys amboinensis
3925. Pterois andover
3926. Pterois antennata
3927. Pterois lunulata
3928. Pterois miles
3929. Pterois mombasae
3930. Pterois radiata
3931. Pterois russelii
3932. Pterois sphex
3933. Pterois volitans
3934. Pterolebias hoignei
3935. Pterolebias longipinnis
3936. Pterolebias phasianus
3937. Pteromylaeus asperrimus
3938. Pteromylaeus bovinus
3939. Pteronotropis grandipinnis
3940. Pteronotropis hubbsi
3941. Pteronotropis merlini
3942. Pteronotropis welaka
3943. Pteropelor noronhai
3944. Pterophyllum altum
3945. Pterophyllum leopoldi
3946. Pterophyllum scalare
3947. Pteroplatytrygon violacea
3948. Pteropsaron evolans
3949. Pteropsaron heemstrai
3950. Pteropsaron incisum
3951. Pteropsaron natalensis
3952. Pteropsaron neocaledonicus
3953. Pteropsaron springeri
3954. Pteropterus brevipectoralis
3955. Pteroscion peli
3956. Pterosturisoma microps
3957. Pterothrissus belloci
3958. Pterothrissus gissu
3959. Pterotolithus lateoides
3960. Pterotolithus maculatus
3961. Pterycombus brama
3962. Pterycombus petersii
3963. Pterygoplichthys anisitsi
3964. Pterygoplichthys barbatus
3965. Pterygoplichthys disjunctivus
3966. Pterygoplichthys etentaculatus
3967. Pterygoplichthys gibbiceps
3968. Pterygoplichthys joselimaianus
3969. Pterygoplichthys lituratus
3970. Pterygoplichthys multiradiatus
3971. Pterygoplichthys pardalis
3972. Pterygoplichthys parnaibae
3973. Pterygoplichthys punctatus
3974. Pterygoplichthys scrophus
3975. Pterygoplichthys undecimalis
3976. Pterygoplichthys weberi
3977. Pterygoplichthys zuliaensis
3978. Pterygotrigla acanthomoplate
3979. Pterygotrigla andertoni
3980. Pterygotrigla guezei
3981. Pterygotrigla hemisticta
3982. Pterygotrigla hoplites
3983. Pterygotrigla leptacanthus
3984. Pterygotrigla macrolepidota
3985. Pterygotrigla macrorhynchus
3986. Pterygotrigla megalops
3987. Pterygotrigla multiocellata
3988. Pterygotrigla multipunctata
3989. Pterygotrigla pauli
3990. Pterygotrigla picta
3991. Pterygotrigla polyommata
3992. Pterygotrigla robertsi
3993. Pterygotrigla ryukyuensis
3994. Pterygotrigla spirai
3995. Pterygotrigla tagala
3996. Ptilichthys goodei
3997. Ptychidio jordani
3998. Ptychidio longibarbus
3999. Ptychidio macrops
4000. Ptychobarbus conirostris
4001. Ptychobarbus dipogon
4002. Ptychocharax rhyacophila
4003. Ptychocheilus grandis
4004. Ptychocheilus lucius
4005. Ptychocheilus oregonensis
4006. Ptychocheilus umpquae
4007. Ptychochromis curvidens
4008. Ptychochromis grandidieri
4009. Ptychochromis inornatus
4010. Ptychochromis insolitus
4011. Ptychochromis loisellei
4012. Ptychochromis makira
4013. Ptychochromis oligacanthus
4014. Ptychochromis onilahy
4015. Ptychochromoides betsileanus
4016. Ptychochromoides itasy
4017. Ptychochromoides vondrozo
4018. Puck pinnata
4019. Pugnaso curtirostris
4020. Pundamilia azurea
4021. Pundamilia igneopinnis
4022. Pundamilia macrocephala
4023. Pundamilia nyererei
4024. Pundamilia pundamilia
4025. Pungitius bussei
4026. Pungitius hellenicus
4027. Pungitius kaibarae
4028. Pungitius laevis
4029. Pungitius platygaster
4030. Pungitius pungitius
4031. Pungitius sinensis
4032. Pungitius tymensis
4033. Pungtungia herzi
4034. Pungtungia hilgendorfi
4035. Pungtungia shiraii
4036. Pungu maclareni
4037. Puntioplites bulu
4038. Puntioplites falcifer
4039. Puntioplites proctozystron
4040. Puntioplites waandersi
4041. Puntius amarus
4042. Puntius ambassis
4043. Puntius amphibius
4044. Puntius anchisporus
4045. Puntius aphya
4046. Puntius arenatus
4047. Puntius arulius
4048. Puntius asoka
4049. Puntius assimilis
4050. Puntius ater
4051. Puntius aurotaeniatus
4052. Puntius bandula
4053. Puntius banksi
4054. Puntius bantolanensis
4055. Puntius baoulan
4056. Puntius bimaculatus
4057. Puntius binotatus
4058. Puntius bramoides
4059. Puntius brevis
4060. Puntius bunau
4061. Puntius burmanicus
4062. Puntius cataractae
4063. Puntius chalakkudiensis
4064. Puntius chelynoides
4065. Puntius chola
4066. Puntius clemensi
4067. Puntius compressiformis
4068. Puntius conchonius
4069. Puntius coorgensis
4070. Puntius crescentus
4071. Puntius cumingii
4072. Puntius deccanensis
4073. Puntius denisonii
4074. Puntius didi
4075. Puntius disa
4076. Puntius dorsalis
4077. Puntius dorsimaculatus
4078. Puntius dunckeri
4079. Puntius endecanalis
4080. Puntius erythromycter
4081. Puntius everetti
4082. Puntius exclamatio
4083. Puntius fasciatus
4084. Puntius filamentosus
4085. Puntius flavifuscus
4086. Puntius foerschi
4087. Puntius fraseri
4088. Puntius gelius
4089. Puntius gemellus
4090. Puntius guganio
4091. Puntius hemictenus
4092. Puntius herrei
4093. Puntius hexazona
4094. Puntius jacobusboehlkei
4095. Puntius jayarami
4096. Puntius johorensis
4097. Puntius kamalika
4098. Puntius kannikattiensis
4099. Puntius katolo
4100. Puntius khugae
4101. Puntius kuchingensis
4102. Puntius lanaoensis
4103. Puntius lateristriga
4104. Puntius leiacanthus
4105. Puntius lindog
4106. Puntius lineatus
4107. Puntius macrogramma
4108. Puntius mahecola
4109. Puntius manalak
4110. Puntius manguaoensis
4111. Puntius manipurensis
4112. Puntius martenstyni
4113. Puntius masyai
4114. Puntius meingangbii
4115. Puntius melanampyx
4116. Puntius microps
4117. Puntius montanoi
4118. Puntius morehensis
4119. Puntius mudumalaiensis
4120. Puntius muvattupuzhaensis
4121. Puntius nangalensis
4122. Puntius nankyweensis
4123. Puntius narayani
4124. Puntius nigrofasciatus
4125. Puntius okae
4126. Puntius oligolepis
4127. Puntius ophicephalus
4128. Puntius ornatus
4129. Puntius orphoides
4130. Puntius pachycheilus
4131. Puntius parrah
4132. Puntius partipentazona
4133. Puntius paucimaculatus
4134. Puntius pentazona
4135. Puntius phutunio
4136. Puntius pleurotaenia
4137. Puntius poodokensis
4138. Puntius pugio
4139. Puntius punctatus
4140. Puntius punjabensis
4141. Puntius puntio
4142. Puntius rhombeus
4143. Puntius rhomboocellatus
4144. Puntius sachsii
4145. Puntius sahyadriensis
4146. Puntius sarana
4147. Puntius schanicus
4148. Puntius sealei
4149. Puntius semifasciolatus
4150. Puntius setnai
4151. Puntius shalynius
4152. Puntius sharmai
4153. Puntius singhala
4154. Puntius sirang
4155. Puntius sophore
4156. Puntius sophoroides
4157. Puntius spilopterus
4158. Puntius srilankensis
4159. Puntius stoliczkanus
4160. Puntius takhoaensis
4161. Puntius tambraparniei
4162. Puntius terio
4163. Puntius tetrazona
4164. Puntius thelys
4165. Puntius tiantian
4166. Puntius ticto
4167. Puntius titteya
4168. Puntius tras
4169. Puntius trifasciatus
4170. Puntius tumba
4171. Puntius vittatus
4172. Puntius waageni
4173. Puntius yuensis
4174. Puzanovia rubra
4175. Puzanovia virgata
4176. Pycnocraspedum armatum
4177. Pycnocraspedum fulvum
4178. Pycnocraspedum microlepis
4179. Pycnocraspedum phyllosoma
4180. Pycnocraspedum squamipinne
4181. Pycnomma roosevelti
4182. Pycnomma semisquamatum
4183. Pygidianops cuao
4184. Pygidianops eigenmanni
4185. Pygidianops magoi
4186. Pygocentrus cariba
4187. Pygocentrus nattereri
4188. Pygocentrus palometa
4189. Pygocentrus piraya
4190. Pygoplites diacanthus
4191. Pygopristis denticulata
4192. Pylodictis olivaris
4193. Pyramodon lindas
4194. Pyramodon parini
4195. Pyramodon punctatus
4196. Pyramodon ventralis
4197. Pyrolycus manusanus
4198. Pyrolycus moelleri
4199. Pyrrhulina australis
4200. Pyrrhulina beni
4201. Pyrrhulina brevis
4202. Pyrrhulina eleanorae
4203. Pyrrhulina elongata
4204. Pyrrhulina filamentosa
4205. Pyrrhulina laeta
4206. Pyrrhulina lugubris
4207. Pyrrhulina macrolepis
4208. Pyrrhulina maxima
4209. Pyrrhulina melanostoma
4210. Pyrrhulina obermulleri
4211. Pyrrhulina rachoviana
4212. Pyrrhulina semifasciata
4213. Pyrrhulina spilota
4214. Pyrrhulina stoli
4215. Pyrrhulina vittata
4216. Pyrrhulina zigzag
4217. Pythonichthys asodes
4218. Pythonichthys macrurus
4219. Pythonichthys microphthalmus
4220. Pythonichthys sanguineus
4221. Pyxichromis orthostoma
4222. Pyxichromis paradoxus
4223. Pyxichromis parorthostoma
4224. Pyxiloricaria menezesi